# Plélan-le-Grand
Plélan-le-Grand (Pyeulan en gallo) est une commune française située dans le département d'Ille-et-Vilaine en région Bretagne.
La commune fait partie du réseau national Village étape depuis 2014.

## Géographie

### Situation

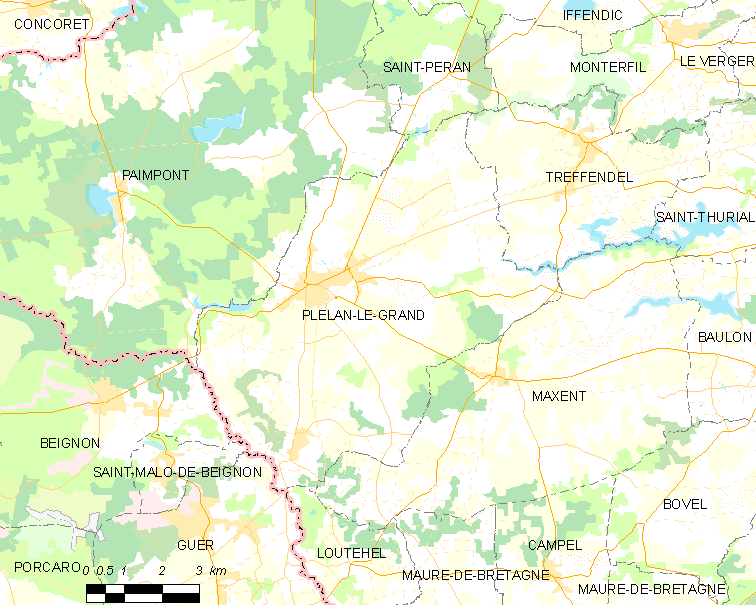
Carte de Plélan-le-Grand et des communes avoisinantes.

Plélan-le-Grand, à la limite ouest du département d'Ille-et-Vilaine et limitrophe du Morbihan, se situe en bordure est de la forêt de Paimpont, dite de Brocéliande, sur la quatre-voies de Rennes à Lorient. Elle est à équidistance de l'Atlantique et de la Manche, soit environ 65 km.
Vaste de 4 700 hectares, le finage communal est limité à l'est par la commune de Treffendel, au nord par la vallée du Serein (qui sert de limite avec Saint-Péran), au sud-est par les Bois de Maxent et de la Chèze (commune de Maxent), au sud-ouest par la rivière de l'Aff (département du Morbihan), à l'ouest par la Forêt de Paimpont.

### Communes limitrophes
Les communes limitrophes sont Beignon, Guer, Saint-Malo-de-Beignon, Loutehel, Maxent, Paimpont, Saint-Péran et Treffendel.
| Paimpont                                  | Saint-Péran               | Treffendel |
|                                           | Plélan-le-Grand           |            |
| Beignon, Saint-Malo-de-Beignon (Morbihan) | Loutehel, Guer (Morbihan) | Maxent     |

### Géologie et relief
Le sous-sol est composé principalement de grès armoricain. Des filons de schistes et poudingues pourprés de Montfort traversent la commune au nord (Trécouët), à l'est et au sud.

### Hydrographie
Pour un article plus général, voir Réseau hydrographique d'Ille-et-Vilaine.
La commune est située dans le bassin Loire-Bretagne. Elle est drainée par l'Aff, le Canut, la Chèze, le Serein, le ruisseau de la Moutte, le ruisseau du Pas du houx, le ruisseau de Franquemont et le ruisseau de l'Étang des glyorels,le ruisseau de Travouillet et un autre petit cours d'eau,.
L'Aff, d'une longueur de 67 km, prend sa source dans la commune de Paimpont et se jette  dans l' Oust à Saint-Vincent-sur-Oust, après avoir traversé 17 communes. 
Le Canut (Saint-Senoux), d'une longueur de 45 km, prend sa source dans la commune  et se jette  dans la Vilaine à Saint-Senoux, après avoir traversé huit communes. 
La Chèze, d'une longueur de 24 km, prend sa source dans la commune  et se jette  dans le Meu au niveau du Verger, après avoir traversé six communes. Les caractéristiques hydrologiques de la Chèze sont données par la station hydrologique située dans la commune. Le débit moyen mensuel est de 0,095 m3/s. Le débit moyen journalier maximum est de 3,78 m3/s, atteint lors de la crue du 24 décembre 2013. Le débit instantané maximal est quant à lui de 7,48 m3/s, atteint le 19 janvier 1995.
Le Serein, d'une longueur de 20 km, prend sa source dans la commune de Paimpont et se jette  dans le Meu à Talensac, après avoir traversé sept communes. 
Six plans d'eau complètent le réseau hydrographique : l'étang de la Chèze (2,12 ha), l'étang de Trécouët, d'une superficie totale de 6,4 ha (3,28 ha sur la commune), l'étang de Trégu (1,82 ha), l'étang des Forges, d'une superficie totale de 9,8 ha (3,47 ha sur la commune), l'étang des Glyorels, d'une superficie totale de 5,4 ha (2,01 ha sur la commune) et l'étang du Perray, d'une superficie totale de 9,8 ha (9,69 ha sur la commune),.

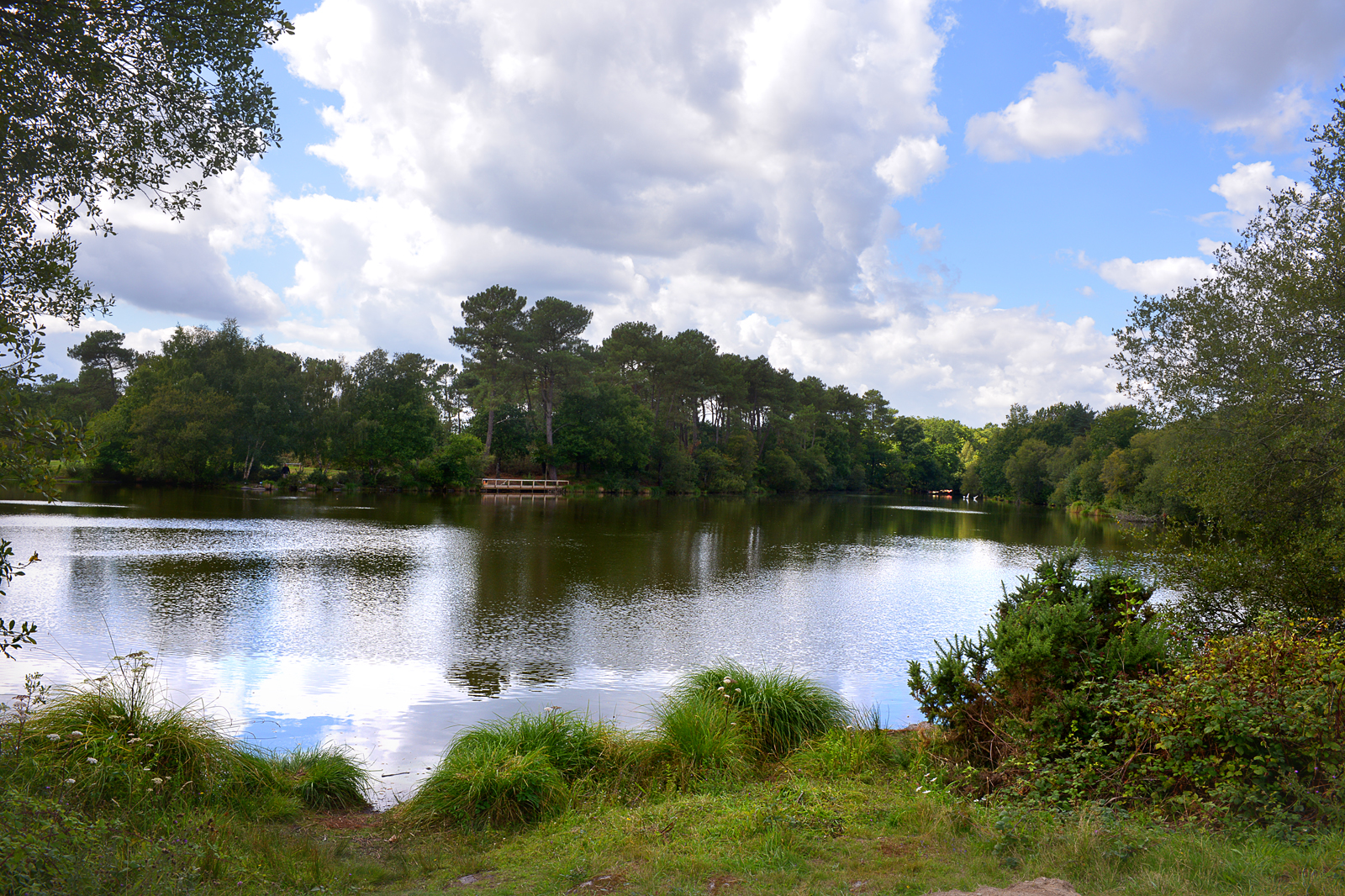
L'étang de Trégu.
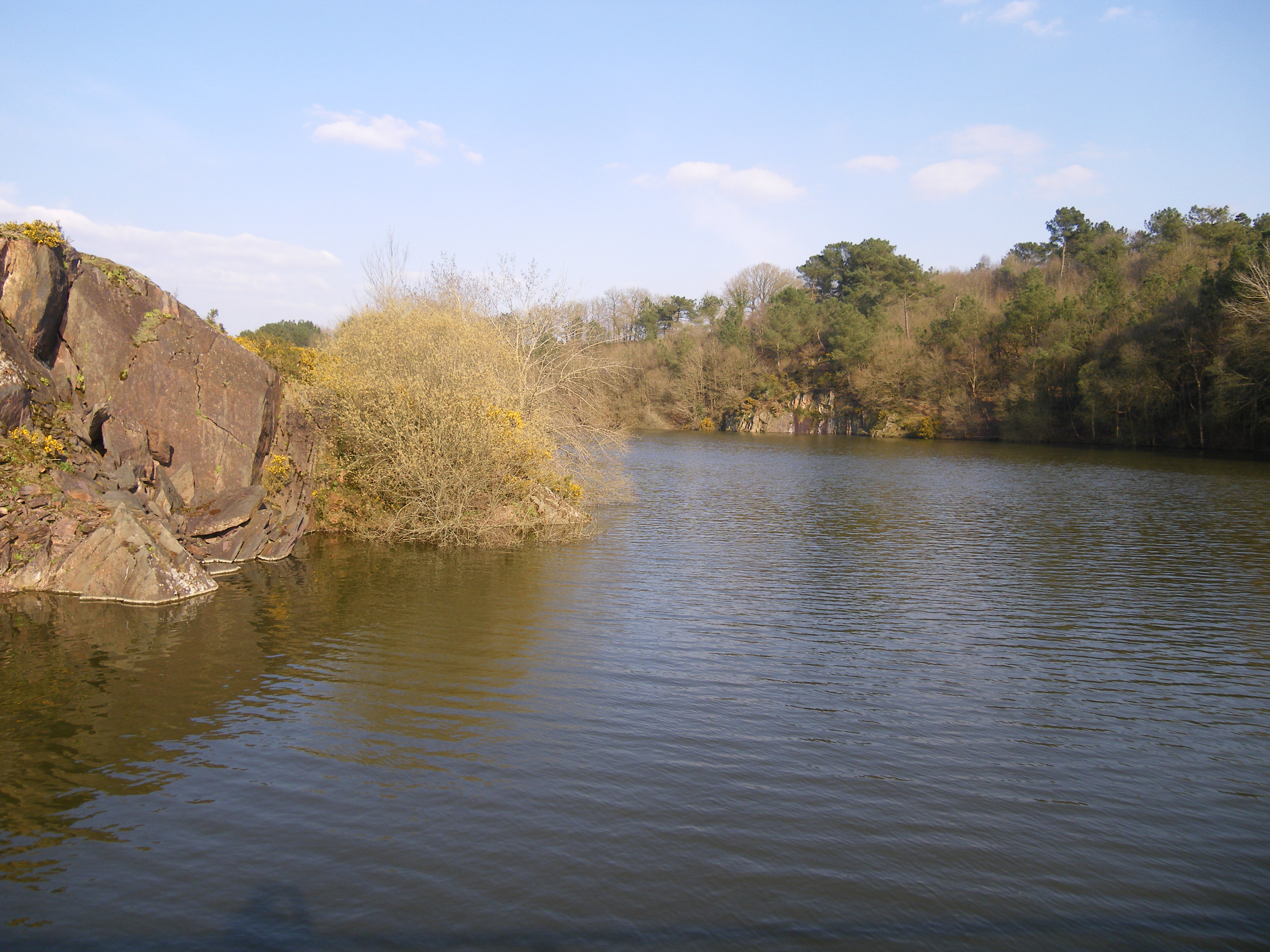
Étang sur la Chèze entre Treffendel et Maxent.
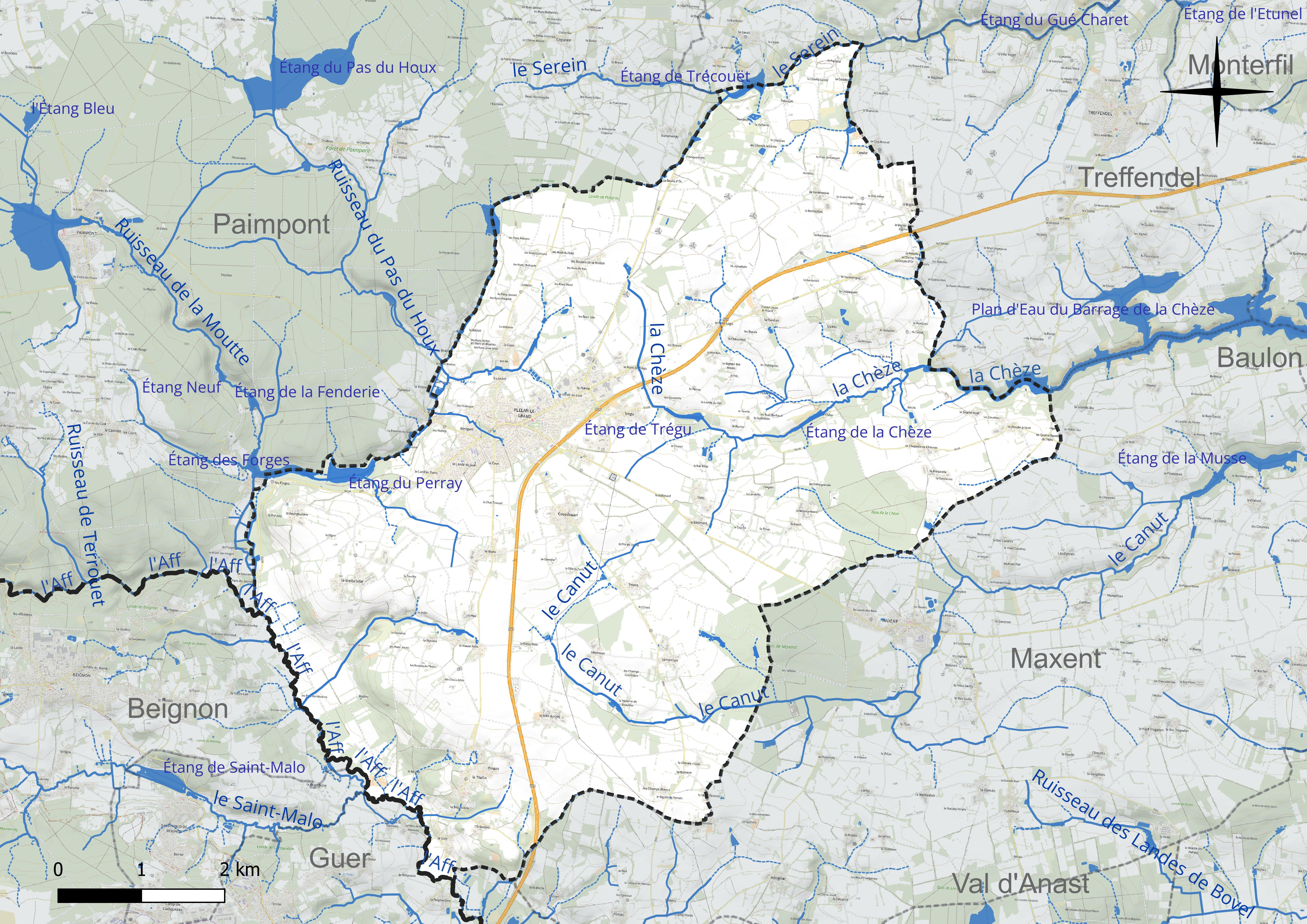
Réseau hydrographique de Plélan-le-Grand[Note 2].

### Climat
Pour des articles plus généraux, voir Climat de la Bretagne et Climat d'Ille-et-Vilaine.
En 2010, le climat de la commune est de type climat océanique altéré, selon une étude du CNRS s'appuyant sur une série de données couvrant la période 1971-2000. En 2020, Météo-France publie une typologie des climats de la France métropolitaine dans laquelle la commune est exposée à un climat océanique et est dans la région climatique  Bretagne orientale et méridionale, Pays nantais, Vendée, caractérisée par une faible pluviométrie en été et une bonne insolation. Parallèlement l'observatoire de l'environnement en Bretagne publie en 2020 un zonage climatique de la région Bretagne, s'appuyant sur des données de Météo-France de 2009. La commune est, selon ce zonage, dans la zone « Intérieur Est », avec des hivers frais, des étés chauds et des pluies modérées.
Pour la période 1971-2000, la température annuelle moyenne est de 11,1 °C, avec une amplitude thermique annuelle de 12,9 °C. Le cumul annuel moyen de précipitations est de 769 mm, avec 13 jours de précipitations en janvier et 6,7 jours en juillet. Pour la période 1991-2020, la température moyenne annuelle observée sur la station météorologique la plus proche, située sur la commune de Guer à 11 km à vol d'oiseau, est de 12,3 °C et le cumul annuel moyen de précipitations est de 872,7 mm,. Pour l'avenir, les paramètres climatiques de la commune estimés pour 2050 selon différents scénarios d'émission de gaz à effet de serre sont consultables sur un site dédié publié par Météo-France en novembre 2022.

### Transports
- BreizhGo 500 : Rennes - Paimpont.
- BreizhGo 612 : Plélan-Le-Grand - Guer - Redon (desservi par le département du Morbihan)

### Paysages et habitat
La commune a un habitat rural dispersé en de nombreux écarts formés de hameaux ("villages") et fermes isolées. Elle présentait avant le remembrement effectué après la Seconde Guerre mondiale un paysage de bocage qui a disparu.

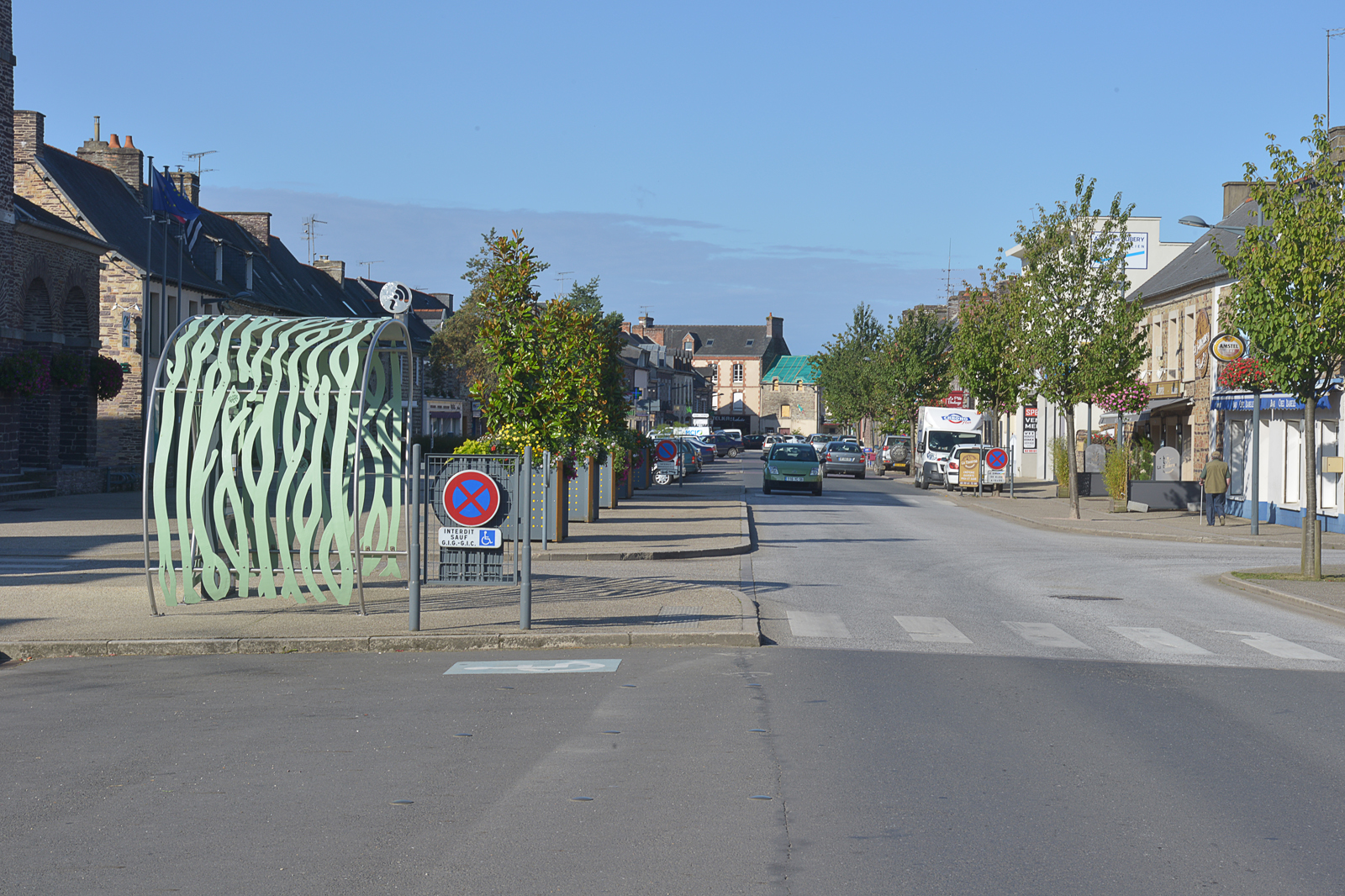
L'avenue de la Libération.

## Urbanisme

### Typologie
Au 1er janvier 2024, Plélan-le-Grand est catégorisée bourg rural, selon la nouvelle grille communale de densité à sept niveaux définie par l'Insee en 2022.
Elle appartient à l'unité urbaine de Plélan-le-Grand, une unité urbaine monocommunale constituant une ville isolée,. Par ailleurs la commune fait partie de l'aire d'attraction de Rennes, dont elle est une commune de la couronne,. Cette aire, qui regroupe 183 communes, est catégorisée dans les aires de 700 000 habitants ou plus (hors Paris),.

### Occupation des sols

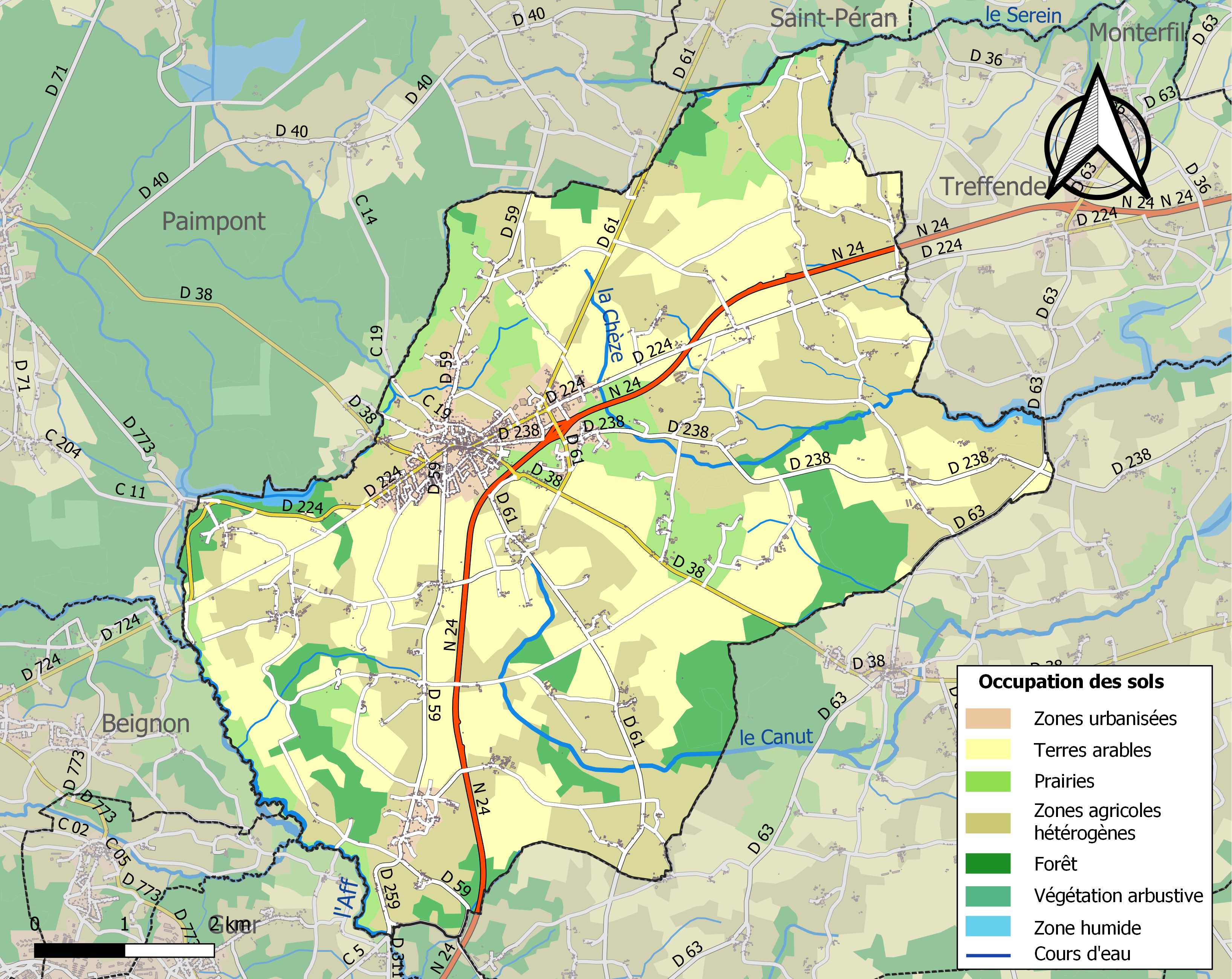
Carte des infrastructures et de l'occupation des sols de la commune en 2018 (CLC).

L'occupation des sols de la commune, telle qu'elle ressort de la base de données européenne d'occupation biophysique des sols Corine Land Cover (CLC), est marquée par l'importance des territoires agricoles (83,9 % en 2018), une proportion sensiblement équivalente à celle de 1990 (83,3 %). La répartition détaillée en 2018 est la suivante : 
zones agricoles hétérogènes (38,9 %), terres arables (35,9 %), forêts (10,8 %), prairies (9,1 %), zones urbanisées (4,4 %), eaux continentales (0,5 %), milieux à végétation arbustive et/ou herbacée (0,4 %). L'évolution de l'occupation des sols de la commune et de ses infrastructures peut être observée sur les différentes représentations cartographiques du territoire : la carte de Cassini (XVIIIe siècle), la carte d'état-major (1820-1866) et les cartes ou photos aériennes de l'IGN pour la période actuelle (1950 à aujourd'hui).

## Toponymie
Le nom de la localité est attesté sous les formes Vicaria Pluilan en 843, Plebs Lan en 863, Ploilan en 1122, Plelan en 1187.
Du breton ple-, (paroisse) et de -lan, (ermitage). « La paroisse du l'ermitage ».
Depuis 1920 la commune est appelée Plélan-le-Grand pour la distinguer de Plélan-le-Petit.
Le nom de la localité en gallo est Pyeulan.
La forme bretonne actuelle proposée par l'Office public de la langue bretonne est Plelann-Veur.

## Histoire

### Préhistoire et Antiquité
Un trésor ( une cachette de fondeur) composé d'objets divers datant de l'Âge du bronze a été trouvé en février 1892 et acquis par Paul du Châtellier ; il se trouve désormais au Musée des Antiquités Nationales de Saint-Germain-en-Laye. Une épée en schiste, datant également de l'Âge du bronze, a été trouvée en 1989 à la Costardais. Un morceau de bracelet en bronze a aussi été trouvé en 2014 sur le site de l'ancien manoir disparu de Bernohen, lequel datait du Moyen-Âge.

### Moyen-Âge
Au moment de la pénétration du christianisme en Bretagne intérieure, Judicaël (roi en 610), l'un des disciples du grand évangélisateur saint Méen, aurait choisi comme résidence favorite le château du Gué de Plélan. Plus tard, au IXe siècle, le roi Salomon aurait établi le chef-lieu de son domaine royal dans ce même château (des restes d'une motte féodale subsistent). Néanmoins, les fouilles archéologiques tendent à infirmer cette interprétation. Salomon donna aux moines de l'Abbaye Saint-Melaine de Rennes l'oratoire bâti dans le parc du château du Gué ; ces religieux construisirent près de là un monastère et une église qui furent à l'origine de la paroisse de Plélan, qui incluait aussi les futures paroisses de Treffendel (qui devint une trève en 1574), Maxent (qui devint rapidement une paroisse indépendante) et Le Thélin, citée dès 823 dans le « cartulaire de Redon ».
Plélan, étymologiquement « Plou-lan » signifie la « paroisse du domaine », lan étant l'équivalent du latin villa, désignant dans l'onomastique breton sol, terre ou domaine. Le nom du lieux viendrait plutôt du fait que ces terres constituaient une réserve de chasse et de pêche bénéficiant du statut particulier garanti par le droit de la forêt et qui dépendait directement du pouvoir public, en l'occurrence du roi Salomon qui y occupait une résidence avec son épouse. En 866, il donnait cet endroit aux moines de Redon qui s'y réfugiaient pendant les incursions normandes.
Plélan est une ancienne châtellenie du domaine royal de Poutrocoët, (« le pays à travers les bois »), et devient une partie de la baronnie de Lohéac au XIe siècle.
Le château du Gué existait encore au XIIe siècle. L'agglomération qui s'était construite autour, conserva pendant des siècles un caractère tout particulier. La haute justice de Plélan y fut exercée jusqu'à la Révolution ; les foires et marchés du samedi, fondés par le roi Salomon s'y tinrent très longtemps.
Au XIe siècle, Plélan appartient à la famille de Lohéac puis au XIVe siècle à la puissante famille de Laval et en 1784, avait pour seigneur Louis-François de Montigny.
La paroisse de Plélan appartint depuis une date inconnue (vers le milieu du Moyen-Âge) aux moines bénédictins de l'abbaye Saint-Melaine de Rennes qui y fondirent un prieuré qui fut vendu, ainsi que ses possessions, en 1590 à Jean d'Erbrée, seigneur de la Chèze.

### Temps modernes
Plélan devint une seigneurie au XVe siècle. Il y avait plusieurs fiefs dans la seigneurie de Plélan, dont celui des Brieux, berceau d'une noble famille. L'un des membres de cette famille, Guillaume des Brieux, figurait parmi les cavaliers de la Compagnie du Connétable Du Guesclin (un « connétable est un grand officier de la Couronne et commandant suprême des armées royales).
Il y avait aussi le grand fief du Thélin [Tellain], qui couvrait tout l'ouest de la seigneurie ; attesté depuis le XVe siècle, il était vaste d'environ un millier d'hectares ; la tradition rapporte qu'un seigneur de Plélan qui vers l'an 1520, se rendait en pèlerinage en Terre Sainte, alors qu'il traversait l'Italie, fut fait prisonnier par des brigands, et mis à rançon. Les vassaux du Thélin s'unirent pour réaliser la somme nécessaire au rachat de leur seigneur. À son retour, en reconnaissance, il leur fit don du territoire et du fief du Thélin qui devint une localité indépendante avec sa chapelle (construite en 1620 et dédiée à saint Étienne), son cimetière et formant également une frairie ; c'était une sorte de petite république administrée par deux édiles élus chaque année le soir de Noël pour un an, au cours d'une réunion des Thélandais. Cette institution continua jusqu'à la Révolution.

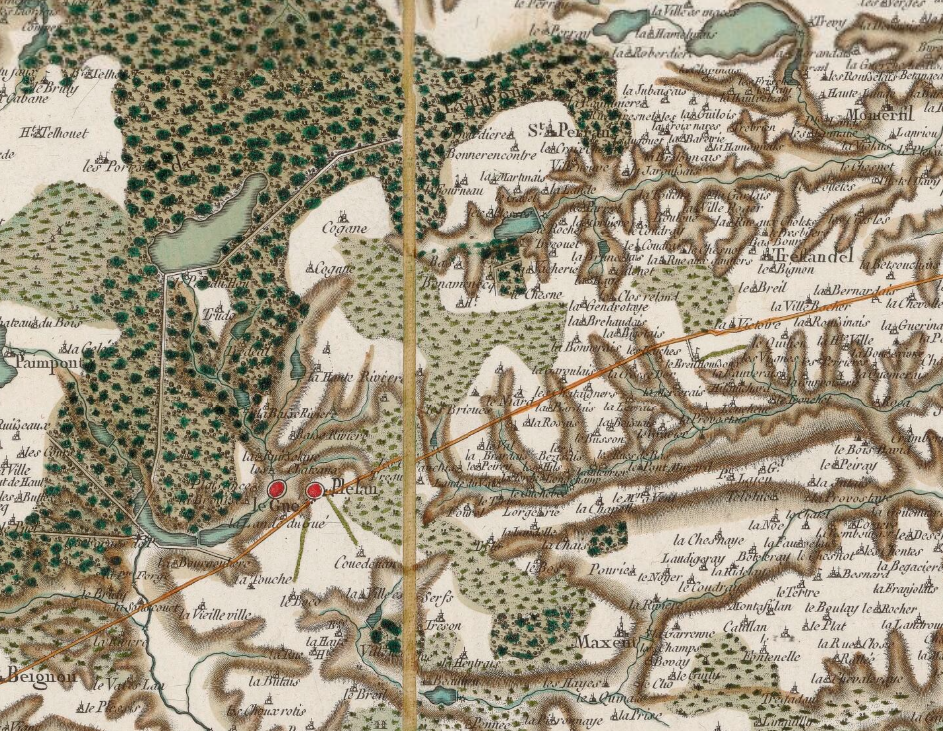
Carte de Cassini de la paroisse de Plélan et de sa trève de Treffendel (1785).

Jean-Baptiste Ogée décrit ainsi Plélan-le-Grand en 1778 :

« Plélan-le-Grand :  gros bourg , sur la route de Rennes à Ploërmel ; à 15 lieues au Sud de Saint-Malo, son évêché, et à 7 lieues de Rennes. Cette paroisse à titre de châtellenie , avec une haute justice, qui ressortit au Présidial de Rennes. Il s'y exerce, en outre , deux autres hautes justices et deux moyennes, et il s'y tient un marché le samedi. Le Roi y possède plusieurs fiefs : la cure est présentée par l'Évêque. Le nombre des habitants est de 2 200, y compris ceux de Trefandel (Treffendel), sa trève. Il y a à Plélan une subdélégation une Poste aux chevaux. (..) Breil-Houssoux (..) a haute, moyenne et basse justice, et appartient à M. Joulneaux de Breil-Houssoux : Beaulieu, à Jean de la Ville-au-Cerf, cette terre a haute justice, & appartient à M. de Servaude , qui possède aussi la Ville-au-Cerf, qui a moyenne justice : ces deux dernières juridictions s'exercent au Gué de Paimpont ; et celle de Breil-Houssoux au château de ce nom [en Treffendel]. Les hautes justices de Plélan et de Chèze s'exercent dans le bourg de l'endroit : elles appartiennent à M. de Montigny. Ce territoire est coupé par plusieurs vallons : on y voit des terres de bonne qualité , des prairies , beaucoup de landes, et la forêt de Paimpont qui s'étend en partie dans ce territoire. »

### Le Gué, ancien centre de la paroisse

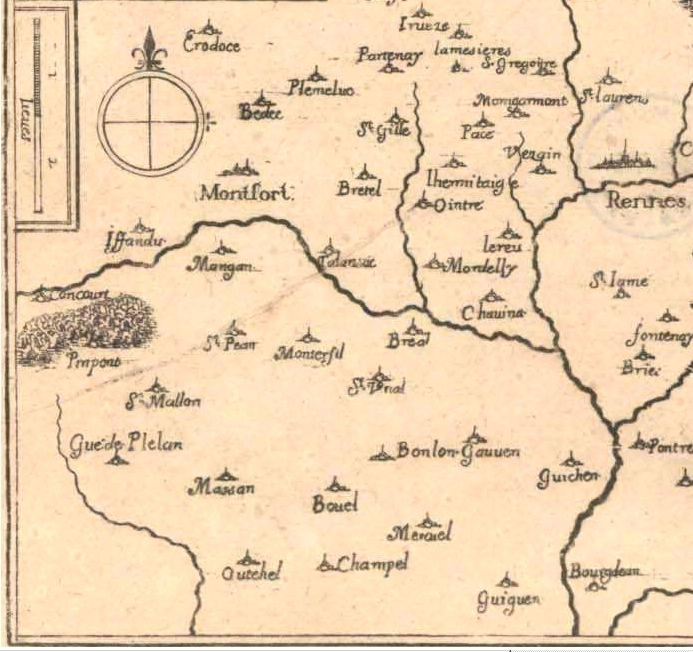
Carte du gouvernement de Rennes au XVIIe siècle : Plélan est intimement associé au Gué.

Le village du Gué est le lieu de la paroisse primitive constituée autour de la Motte-Salomon où s'élevait au Moyen Âge le château de Judicaël, occupé aussi par le roi Salomon. On peut toujours découvrir les vestiges de la motte féodale, plateforme circulaire de 2,2 m de hauteur, de 58 m de diamètre à sa base, entourée d'une douve d'une dizaine de mètres de largeur et partiellement comblée. Les douves se confondaient probablement plus ou moins selon la saison avec le terrain marécageux voisin ; elle pouvait être inondée par un ruisseau provenant de l'étang des Glyorels et de l'étang du Pas-du-Houx, rejoignant le bief du moulin. Le nom du village de Plaisance situé à environ 300 m proviendrait du repos qu'y aurait pris le roi dans les moments de calme, avec l'hypothèse d'un souterrain reliant les deux sites et se prolongeant vers le bourg actuel (une excavation se serait ouverte dans une étable à la Ruisselais au XIXe siècle).
Avant son déplacement dans le bourg de Plélan au milieu du XIXe siècle, le marché , "un des plus considérables", se tenait en ce village le samedi matin. Comme les rencontres étaient l'occasion de libations, on a pu dire : « Cet endroit est tout en cabarets ; il n'y a pas une maison honnête » Profitant de l'affluence, les juridictions de Brécilien (ordinaire et eaux-et-forêts) et de Plélan avaient pris l'habitude d'y tenir leurs audiences au même moment. Pour 1767, Guillotin de Corson affirme même que huit juridictions fonctionnaient en ce lieu. L'auditoire et la prison étaient sur le territoire de Paimpont, alors que le pilori ou poteau de justice était dressé de l'autre côté du ruisseau en Plélan, le spectacle des suppliciés devant instruire le public. Côté Brécilien, existaient également une auberge (à l'enseigne de la Croix Rouge) et une fabrique de chapeaux. Une chapelle était également à la disposition des marchands et chalands pour recueillir les offrandes et autres expressions de piété.
Le possesseur de la seigneurie de Plélan, Jean-François de Montigny, obtint  le 11 février 1778 des lettres patentes l'autorisant à déplacer les marchés et foires sur la lande de Trégu, au nord-est du bourg, sur un terrain assurément plus sain en particulier l'hiver où les eaux avaient tendance à s'accumuler et à rendre les chemins impraticables. Mais, un procès s'ouvrit au parlement de Bretagne à la suite de la protestation des propriétaires de la forêt et de la juridiction de Brécilien (requête du 6 mars 1780), protestation soutenue par les habitants du village ; les uns et les autres contredisant les arguments du marquis de Montigny avec le souci d'empêcher la ruine du village ou la diminution de leur influence et droits associés. À la rigueur, convenaient-ils pouvait-on déplacer le marché à quelques pas de là sur « la place du Château où se tiennent les anciennes foires, soit sur la place des Mottes en haut de laquelle est le chemin royal ».
Parmi les arguments des opposants qui finalement eurent gain de cause, on relève que « la route serait double pour la multitude de personnes attachées à l'exploitation des forges ».

### Révolution française
Le corps politique de la paroisse de Plélan se réunit le 5 avril 1789 sous la présidence de Godefroy-Pierre Joubaire (1756-1835), procureur fiscal de Plélan. Un cahier de doléances est rédigé : les paroissiens demandent notamment l'abolition des corvées liées à l'entretien de la route royale et de la milice et des servitudes féodales odieuses, que l'on puisse moudre où on voudra, etc.. Trois députés furent élus pour représenter la paroisse à l'assemblée du tiers-état de la sénéchaussée : Charles-François Allaire (du Gué), François Mocudé (des Landelles) et Joseph Broussais  (du Pont). Le procureur fiscal présidant l'assemblée s'étant opposé à l'inscription dans ce cahier de certaines demandes des paroissiens, ceux-ci tinrent une réunion officieuse et rédigèrent un autre cahier. Le détail de ces deux cahiers est consultable sur un site Internet.
La partie sud de l'évêché de Saint-Malo est particulièrement touchée par des révoltes agraires au début de 1790, ce qui s'explique par les abus importants des seigneurs et de leurs procureurs fiscaux.
Entre le 25 et le 28 janvier 1790 les vassaux des seigneurs de Plélan, Saint-Malo-de-Beignon et Paimpont attaquent les châteaux de leurs seigneurs et demandent la suppression des droits féodaux. Le manoir des évêques à Saint-Malo-de-Beignon est attaqué le 28 janvier 1790 et l'abbaye de Paimpont le lendemain.
Le 25 janvier 1790 un groupe de 50 à 60 hommes pénètre dans le château de la Chèze-Erbrée ; ils enfoncent les portes des appartements et les brûlent dans la cour. Ils obligent le gardien du château à écrire une lettre au marquis de Montigny pour lui demander de renoncer à tous ses droits féodaux, menaçant sinon de brûler le château.
L'attaque le 26 janvier 1790 du château du Breil-Houssoux, alors en Plélan [de nos jours en Treffendel] est menée semble-t-il par Jean Bonjean, ancien domestique du seigneur ainsi que par Jean Merel, trésorier général de Treffendel.
« Le 27 juin 1790 une bande de jeunes gens de Paimpont, de Saint-Malo [Saint-Malo-de-Beignon], de Plélan (..) forçait l'entrée de Comper, alors au marquis de Sérent, malgré pont-levis, porte, herse, et mettait le feu au château, en ayant bien soin de faire flamber en un tas les titres des droits haïs et des privilèges abhorrés ».
Deux prêtres insermentés se cachèrent pendant la Terreur à la ferme de la Touche ; ils sont probablement à l'origine des registres de catholicité clandestins tenus pendant ces années. Jean Mathurin Gortais, prêtre né à Plélan le 20 août 1748, prêtre desservant la chapelle du Port-de-Roche, alors située au Grand-Fougeray fut guillotiné à Rennes en exécution de la loi des 29-30 vendémiaire an II car, prêtre réfractaire, il avait refusé de s'exiler.
Le bourg de Plélan, ilot républicain parmi les communes en insurrection, est menacé le 18 mars 1793 d'être attaqué par des révoltés de communes voisines (protestant contre la levée de 300 000 hommes) et la municipalité fait appel à un renfort de la Garde nationale de Paimpont.Un affrontement se produit le lendemain à la "Pierre droite" en Maxent avec une bonne cinquantaine de "brigands" armés, faisant 5 morts et plusieurs blessés dans leurs rangs. La menace subsiste quelques jours jusqu'à l'arrivée le 22 mars 1793 d'une cinquantaine d'hommes de la Garde nationale de Rennes.
La population de la commune est favorable aux changements apportés par la Révolution française, surtout après la fin de la Terreur. La principale fête révolutionnaire est celle célébrant l'anniversaire de l'exécution de Louis XVI, accompagnée d'un serment de haine à la royauté et à l'anarchie, fêtée à partir de 1795.
Le 3 mai 1794, l'ouest de la commune fut le théâtre d'un épisode de la Guerre de Vendée : l'armée royaliste commandée par le chef chouan Joseph de Puisaye attaqua à l'improviste l'armée républicaine qui franchissait sans précaution particulière le vallon séparant Plélan de Beignon (au « Pont du Secret ») ; la vigueur de l'attaque força les 3 000 fantassins et les 90 cavaliers à se replier sur les hauteurs (vers le village de la Vieille-Ville).
En 1799 les Chouans occupent Plélan.

### Le XIXe siècle
De 1801 à 1926 Plélan fait partie de l'arrondissement de Montfort, avant, en raison de sa suppression, de faire ensuite partie de l'arrondissement de Rennes. Plélan était chef-lieu du canton de Plélan-le-Grand jusqu'à la suppression de celui-ci lors de la réforme administrative de 2014 et dépend désormais du canton de Montfort-sur-Meu.
En 1826 la duchesse de Berry, qui visitait la Bretagne, s'arrêta à Plélan.
Le bourg actuel, implanté à proximité de l'ancien prieuré des Bénédictins ne s'est constitué qu'assez tardivement en supplantant progressivement (car placé le long de la route de Rennes à Vannes et Lorient, s'étirant le long de cet axe rectiligne) le village du Gué implanté de longue date dans le vallon situé en contrebas et plus proche de la forêt et des Forges de Paimpont. Le village du Gué était alors un centre de l'industrie du cuir regroupant des tanneurs, des marchands et un moulin à tan.
Deux foires se tenaient à Plélan : à la Saint Yves le 19 mai et le Jour des morts le 2 novembre. La construction de la nouvelle église devenue vers 1850 trop petite marque le début du déclin de la commune pour ce qui est du nombre d'habitants et partiellement dû à la perte de rentabilité des fers produits par les Forges.

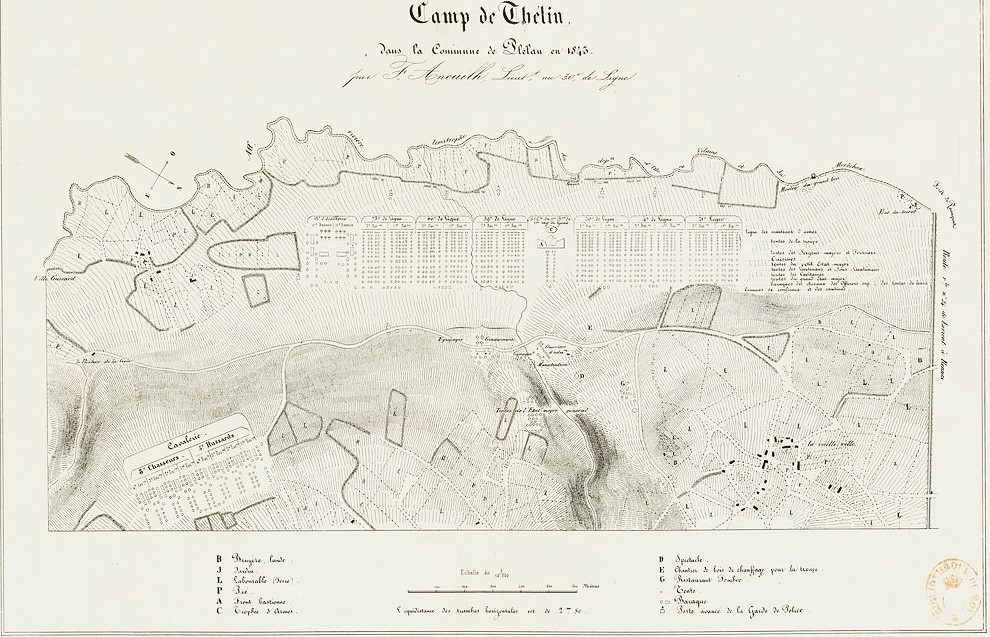
Plan du camp militaire de Thélin (1843).

Un camp temporaire d'instruction de l'armée est installé pendant l'été 1843 dans la vallée de l'Aff, accueillant plus de 8 000 soldats ; ses terrains de manœuvre étaient les landes du Thélin, une zone alors déserte ; le choix de ce lieu est aussi en partie politique car une partie de la noblesse locale conserve des opinions légitimistes et donc hostiles à la Monarchie de Juillet. L'aménagement du camp est difficile et une "Société  des Thélandais" s'y oppose, commettant même des actes de vandalisme ; il faut construire une route depuis le bourg de Plélan et la municipalité refuse de céder le bâtiment de l'école (le seul bâtiment du bourg jugé convenable) pour y installer une infirmerie qui doit donc être sous tente dans le camp comme les autres installations des militaires. Des manœuvres militaires furent commandées par le duc de Nemours en septembre 1843 dans les landes du Thélin. Le journal Le Courrier français relate en détail la réception du duc de Nemours par le comte de Cheffontaines (bien que celui-ci ait été  jusque-là légitimiste) dans son château de Saint-Malo-de-Beignon (dit "château de Beignon") et la visite du camp par le duc.
Le commandant du camp établi en cet endroit, le comte de Rumigny, se serait tué en jetant son cheval dans le vide ; si les lieux rendent cet événement plausible, cela n'a jamais été attesté autrement que par la date de 1843 qu'on trouve gravée dans le schiste des rochers dits de Rumigny et est plus que douteux puisque celui-ci est en fait décédé le 24 juin 1860 à Gagny ; par contre ce site a abrité l'état-major du camp. Ce camp de Thélin n'eût qu'une brève existence : il fut vandalisé pendant l'hiver suivant et abandonné aussitôt.
« Les journaux de la Bretagne viennent d'annoncer que le camp de Thélin ne sera pas formé de nouveau cette année, et que déjà une partie des effets de campement ont été emballés (...). Les résultats du camp de Thélin ont été trop satisfaisants pour qu'on ne continue pas l'emploi de ce puissant moyen d'action sur les populations de nos contrées » déplore un auteur anonyme.
Dans ce site escarpé, un ancien ingénieur des Forges de Paimpont se blessa très grièvement en voulant prouver la possibilité de voler comme un oiseau en battant des bras après s'être enduit de plumes ; il mourut quelques jours après.
En 1849 le Thélin devient une paroisse à part entière ; une église de style néogothique est construite à partir de 1851 et bénie solennellement par Mgr Saint-Marc le 22 avril 1853 ; mais, mal construite (il fallut la fermer temporairement dès 1860 et l'étayer pour permettre sa réouverture), mais elle tombe en ruines dès la décennie 1880. L'abbé Levrel fut très actif pour trouver des financements pour construire une nouvelle église, mais il meurt le 18 janvier 1893 ; une nouvelle église de style néoroman construite par l'architecte Arthur Regnault est achevée en 1901.

Carte de localisation des villages de Plélan en 1823.

A. Marteville et P. Varin, continuateurs d'Ogée, décrivent ainsi Plélan-le-Grand en 1853 :

« Plélan (sous l'invocation de saint Pierre et saint Méen) : commune formée de l'ancienne paroisse de ce nom, moins sa trève Treffendel, devenue commune ; aujourd'hui cure de 2e classe ; bureau d'enregistrement ; brigade de gendarmerie; chef-lieu de perception ; bureau de poste et relai (..). Principaux villages : la Rivière, Franquemont, le Trecouet, le Parissel, les Bigotais, la Garoulais, le Châtaignier, le Spelais, le Buisson, Lanlevrier, la Chapelle-aux-Chèvres, Pont-Muzard, le Moulin-à-Vent, la Prise, Trélo, la Hantrais, le Haut-Pennée, les Champs-Blancs, le Breil-du-Coq, Perquis, l'Eclardais, la Grée, l'Île-Guichard, la Haute et la Basse-Haie, le Bodo, la Vieille-Ville, la Bourgoulière, le Gué, Courdouan, Trégu, le Niard. Maisons de la Ville-Neuve, de la Chèze, des Brieux. Superficie totale 4 972 hectares 73 ares, dont (..) terres labourables 2 587 ha, prés et pâturages 337 ha, bois 196 ha, vergers et jardins 8 ha, landes et incultes 1 582 ha, étangs 44 ha (..). Moulins : 8 (de la Ruisselée, de Trecouet, de la Chèze, de Beaulieu, du Grand-Bois, à eau ; du Haut, de la Chèze, à vent. (..) L'église n'a rien de bien remarquable. Une mairie avec école mutuelle a été construite depuis peu : c'est un bâtiment très convenable. (..) Il y a foire le 15 février, le premier samedi d'avril, le 19 mai, le 4 août, et enfin le 3 novembre. Cette dernière est dite foire des Trépassés. Il y a marché le samedi. Géologie : schiste argileux, quartzite, Plusieurs minières de fer sont exploitées sur ce territoire, les quatre principales sont celles de la Prée, de la Gelée, de Trudo et du Grand-Minerai. On parle le français [en fait le gallo]. »

Une nouvelle école publique, de style néoclassique, est construite entre 1878 et 1880 par l'architecte rennais Jean-Marie Laloy, remplaçant l'ancienne école des garçons construite vers 1837 et devenue école communale de garçons et de filles en 1852. L'école privée Notre-Dame est aussi construite dans la seconde moitié du XIXe siècle.

### LeXXesiècle

#### La Belle Époque

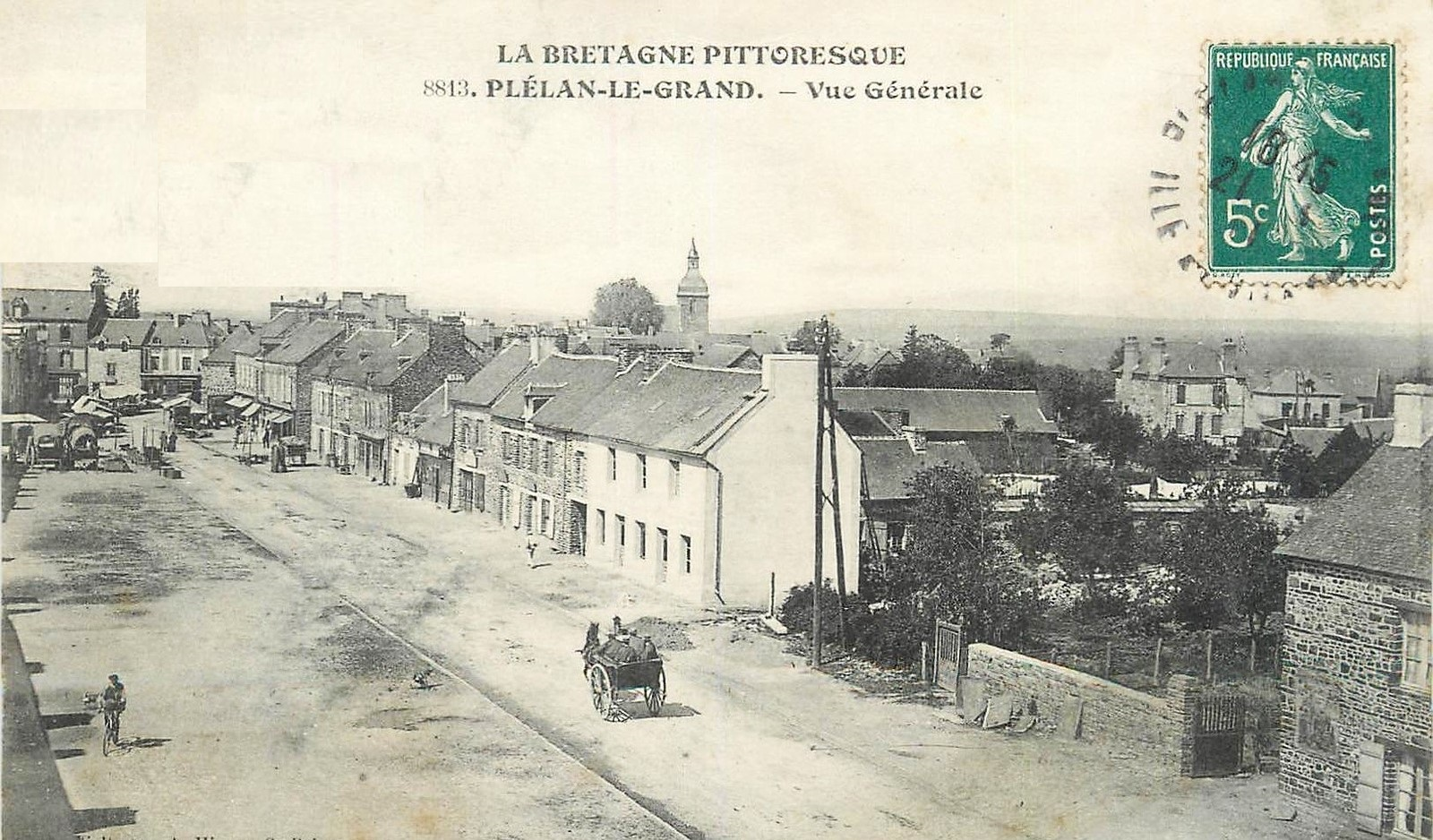
Plélan : vue générale au début du XXe siècle.
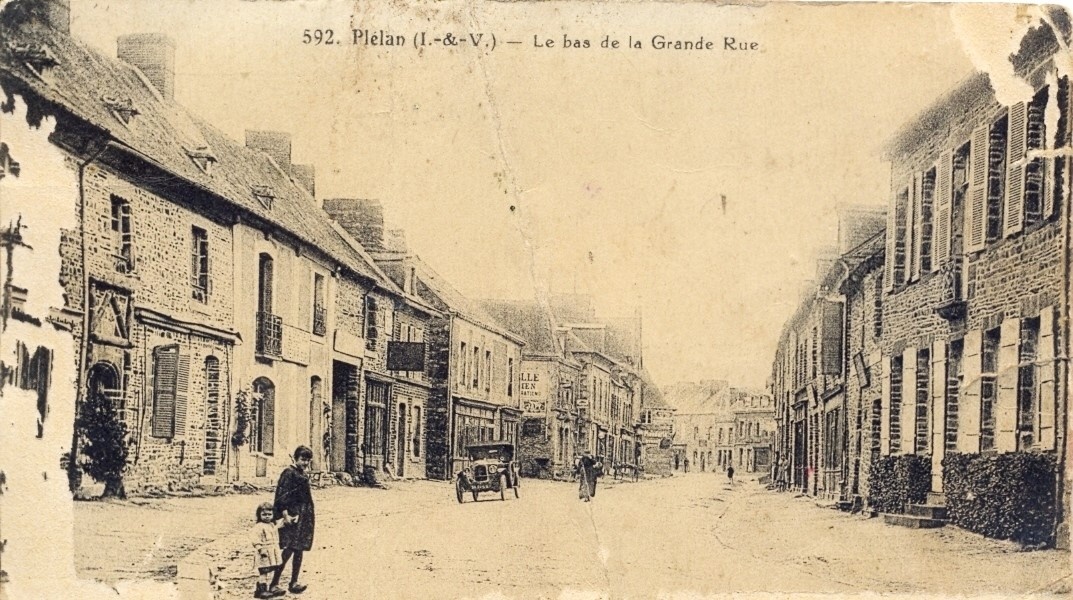
Plélan ː le bas de la Grande Rue vers 1900 (carte postale).
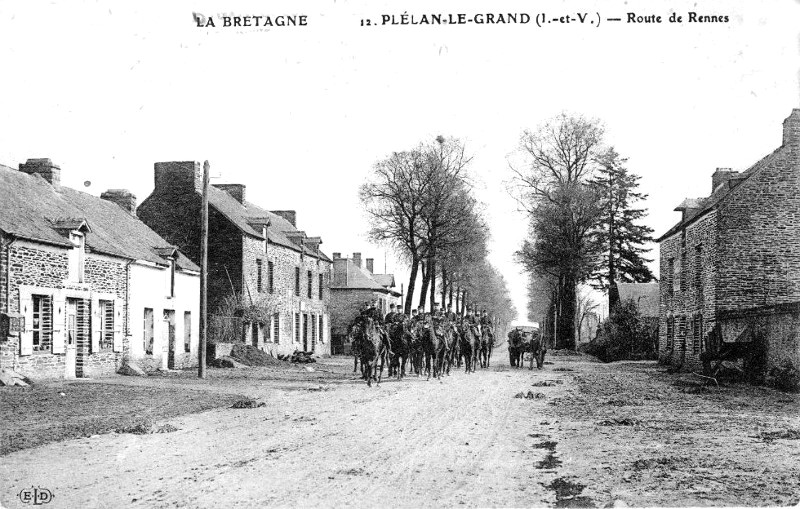
Plélan ː groupe de militaires passant route de Rennes au début du XXe siècle (carte postale).
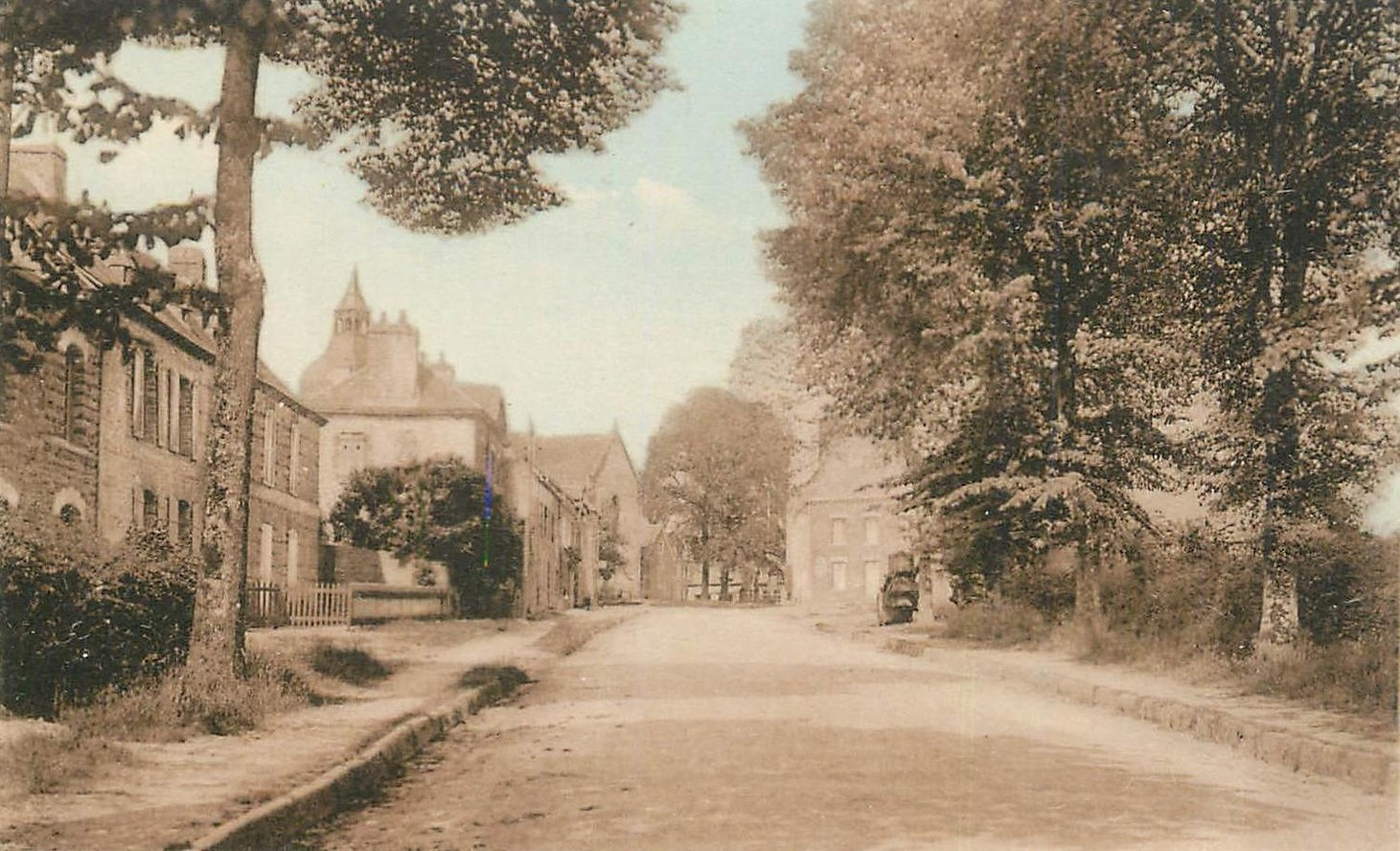
Plélan : la route de Ploërmel au début du XXe siècle.
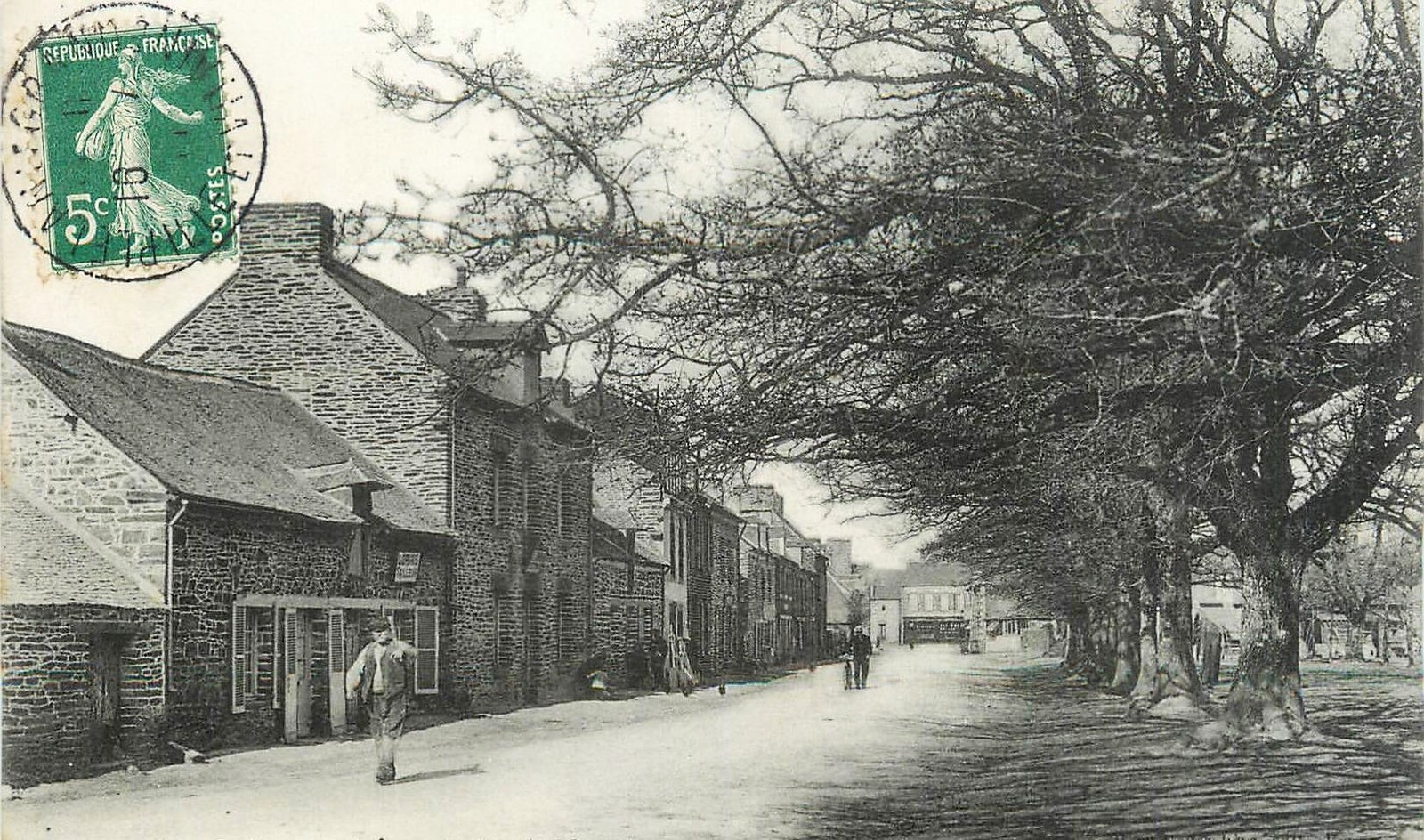
Plélan : la route de Maxent au début du XXe siècle.
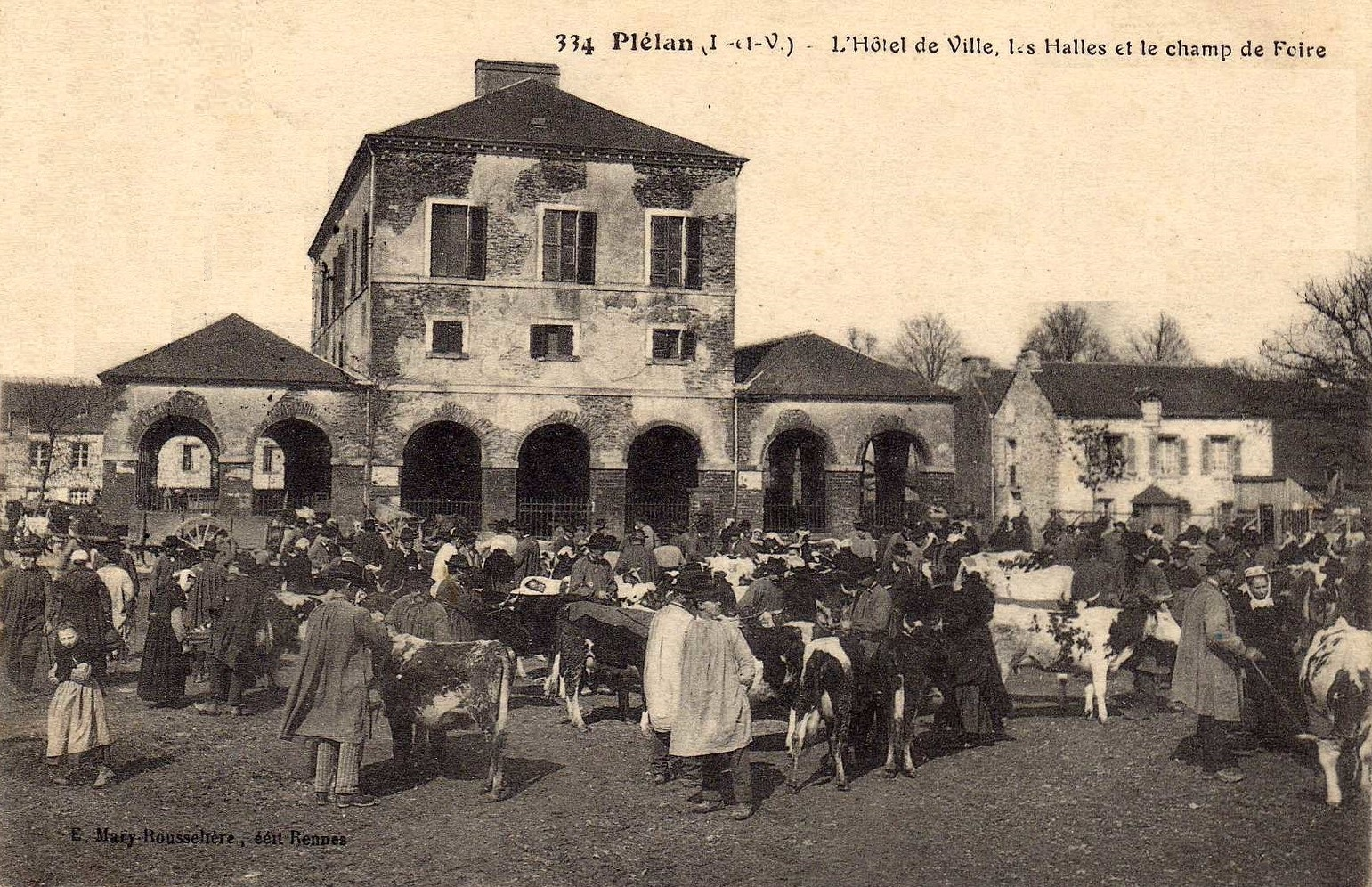
Plélan : le champ de foire au début du XXe siècle.
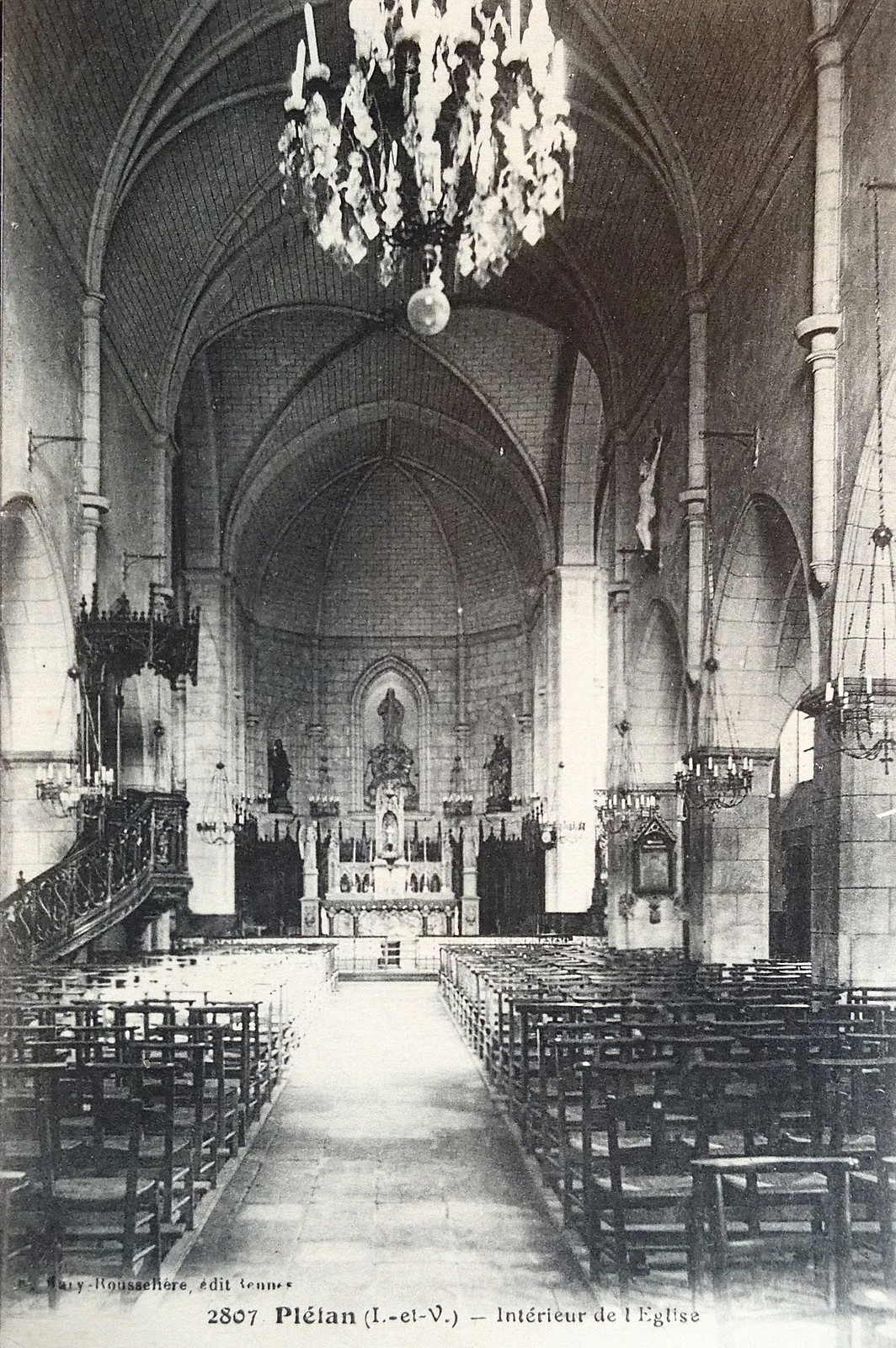
Plélan ː vue intérieure de l'église paroissiale au début du XXe siècle.

#### La Première Guerre mondiale
Le monument aux morts de Plélan porte les noms de 169 soldats morts pour la France pendant la Première Guerre mondiale ; parmi eux 12 sont morts en Belgique dont 10 dès le mois d'août 1914 (le 21 Jean Gesvret à Arsimont et Émile Gauthier à Falisolle ; le 22 Emmanuel Chalmet et Armand Gillard à Rossignol, Hyacinthe Delalande à Fosses, Abel Gendrot à Charleroi, Louis Hamon à Virton et Marie Joseph Gauthier [frère d'Émile Gauthier tué la veille] à Falisolle ; le 23 Théophile Daniel à Valansart ; le 30 Emmanuel Dalibot à Léglise), par ailleurs Antoine Recht le 23 avril 1917 à Nieuport et Joseph Hillion le 10 mai 1918 à Locre. Léon Mérel est mort des suites de ses blessures le 14 novembre 1916 en Serbie, Henri Petremoul le 29 juillet 2918 est mort de maladie à Salonique (Grèce) et Pierre Jan est mort de maladie alors qu'il était prisonnier en Allemagne le 11 novembre 1918, le jour de l'armistice à Czersk dans la Pologne actuelle. Tous les autres sont morts sur le sol français (parmi eux Pierre Baguet,  Armand Morin et Émile Quédillac ont été décorés à la fois de la Médaille militaire et de la Croix de guerre).

#### L'Entre-deux-guerres

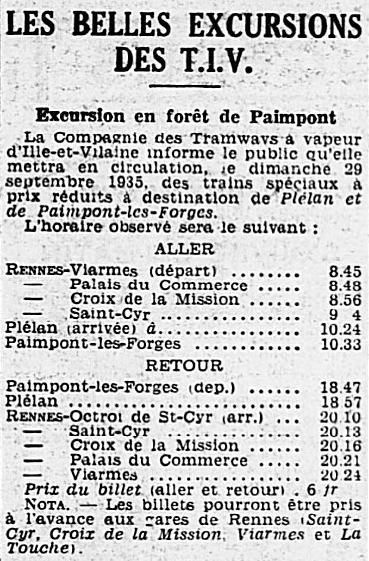
Publicité concernant l'organisation d'un train touristique allant de Rennes à Plélan et Paimpont-les-Forges parue dans le journal L'Ouest-Éclair le 28 septembre 1935.

Plélan se nomme Plélan-le-Grand depuis le décret présidentiel de 1920.
Le monument aux morts est inauguré en 1923 ; il est dû au sculpteur briochin Élie Le Goff; son socle est en granite et la statue du poilu en kersantite.
La ligne de tramway à voie métrique et voie unique de la Compagnie des tramways à vapeur d'Ille-et-Vilaine allant de Rennes à Plélan (inaugurée en 1898) et surnommée « le Tacot », est prolongée jusqu'à Guer via Paimpont-les-Forges et Beignon (mise en service le 6 juin 1913), puis jusqu'à Redon via Carentoir et La Gacilly, elle ferma le 31 août 1948). La commune de Plélan disposait de trois stations (Saint-Péran, bourg, les Forges).

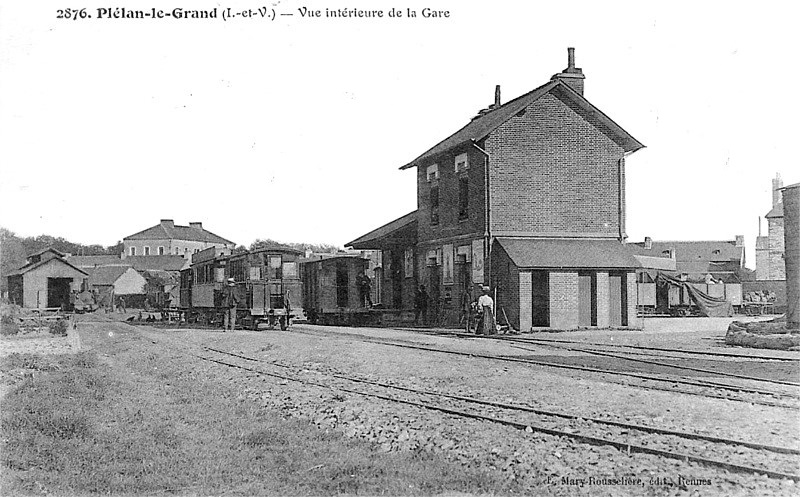
Plélan :la gare du tramway au début du XXe siècle
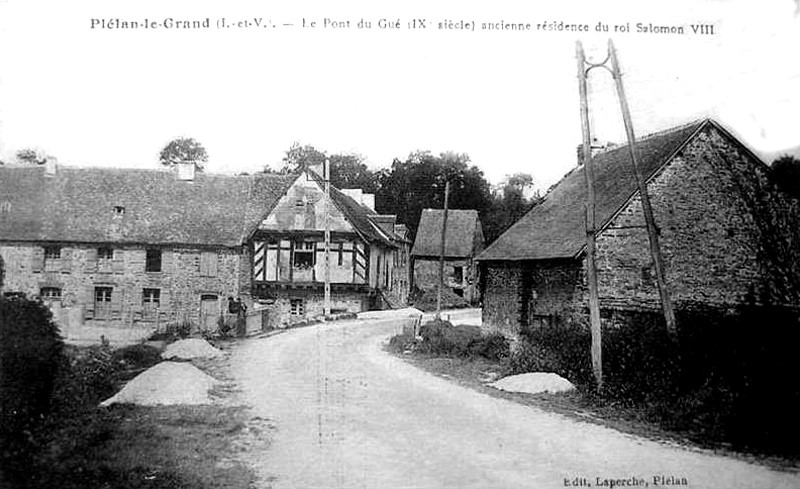
Plélan-le-Grand ː le village du Gué vers 1930 (carte postale).

#### La Seconde Guerre mondiale
En janvier 1940, le village accueille des contingents polonais de la Brigade de chasseurs de montagne qui participa  ensuite à la bataille de Narvik.
Marian Wilke, un Polonais enrôlé de force dans l'armée allemande, déserta et se cacha à Thélin avant de rejoindre la Résistance.
La section FFI de Plélan-le-Grand fut fondée le  1er mars 1943 par le sous-lieutenant Bourhis en accord avec le lieutenant Duval. La section était constituée des groupes de Plélan, Maxent, Bréal, Treffendel, Saint-Malon, Iffendic et Mordelles.
La 12e compagnie des FFI d'Ille-et-Vilaine, constituée à partir des maquis du sud/sud-est du département, était forte de 326 hommes, dont 30 Plélanais. Aux côtés des soldats alliés, elle a participé à la libération de Plélan entre le 3 et 6 août 1944 ; depuis 2024 une place de Plėlan-le-Grand honore sa mémoire.
Le monument aux morts de Plélan porte les noms de 12 personnes mortes pour la France pendant la Seconde Guerre mondiale ; parmi elles Joseph Bigot a été tué à l'ennemi le 30 mai 1940 à Fay (Somme), Louis Tannoux est mort le 18 mai 1940 à l'hôpital Parmentier de Cambrai, Maurice Gillouet, lieutenant, est tué à l'ennemi le 16 juin 1940 à Lantages (Aube), décoré de la Légion d'honneur et de la Croix de guerre, et Alphonse Salmon lors du naufrage de l'aviso Vauquois le 18 juin 1940 au large du Conquet, tous les quatre lors de la Bataille de France ; Louis Glochon est mort en 1941 alors qu'il était en captivité en Allemagne ; Henri Moras, résistant, a été tué par un soldat allemand qu'il allait arrêter le 4 août 1944 à Paimpont.

#### L'après Seconde Guerre mondiale
Le monument aux morts de Plélan porte les noms de 2 soldats (Élie Berthelin et André  Bourdin) morts pour la France pendant la Guerre d'Algérie.
Le Réseau O.A.S. de l'Ouest se développe en 1961 autour d'un noyau de militaires du camp de Coëtquidan associés à des civils de la région de Brocéliande ; il commit 7 attentats dans le Grand Ouest de la France. Certains de ses tracts furent postés à Plélan-le-Grand. 
Le début des années 1990 est marqué par la mise à quatre voies (voie express) de la RN 24, son tracé passant à quelques centaines de mètres au sud sud-est du bourg ainsi que par l'opération de remembrement de l'ensemble de la commune suscitant indignation (« Plus jamais Plélan ! ») et protestations d'une partie de la population. En dépit des diverses mesures prises par le conseil général d'Ille-et-Vilaine pour des remembrements moins dévastateurs, le bocage avait à peu près disparu : « Du côté de Plélan-le-Grand, le bocage continue chaque jour de progresser » et « Dans la région de Plélan, des centaines de kilomètres de haies ont été coupées » sont les légendes de photos du journal Ouest-France.

### LeXXIesiècle

#### Les éoliennes de Plélan
Six éoliennes d'une puissance unitaire de 2 MWh, qui produisent entre 25 et 30 GWh/an, fonctionnent à Plélan-le-Grand depuis 2008 grâce à une initiative locale alors unique en France. En 2020 le conseil municipal s'est déclaré favorable à l'installation d'un nouveau parc éolien sur le territoire communal.

## Politique et administration

### Liste des maires

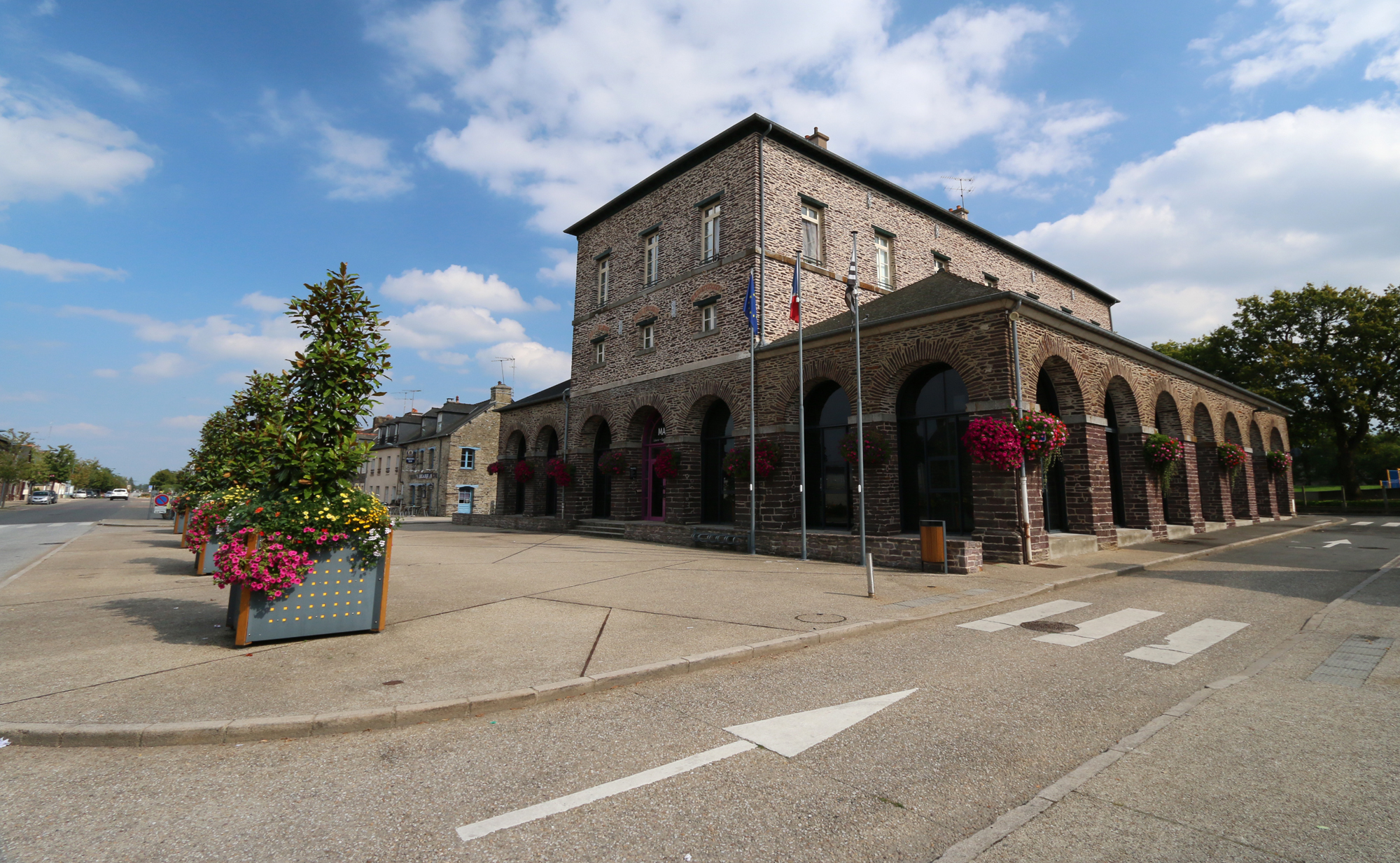
Mairie de Plélan-le-Grand.

| Période                                  | Période                   | Identité                                                | Étiquette          | Qualité |
| ---------------------------------------- | ------------------------- | ------------------------------------------------------- | ------------------ | --- |
| 1793                                     | 1801                      | Michel Sauvage                                          |                    | Notaire. |
| 1801                                     | 1808                      | Charles-François Allaire                                |                    | Habitait au Gué. Notaire. Procureur fiscal de l'abbaye de Paimpont et chapelain de la chapelle de Thélin jusqu'en 1789, puis chef de la garde nationale de Plélan.                                                                                     |
| 1808                                     | novembre 1815             | Vincent Joseph Marie Jehanne de Quéhélec                |                    | Écuyer, colonel, ancien garde de la Porte du Roi, ancien capitaine d'infanterie, membre du conseil de l'arrondissement de Rennes, ex-administrateur du directoire d'Ille-et-Vilaine, président du canton de Plélan avant 1808.                         |
| novembre 1815                            | 1817                      | Jean Louis Anasthase Augustin Jouneaux du Breilhoussoux | Royaliste (chouan) | Habitait le château de Breilhoussoux en Treffendel. Sous-lieutenant dans la "Compagnie des Chevaliers catholiques", un corps de soldats d'élite royaliste, créé en 1795 par Joseph de Puisaye. Chevalier de l'Ordre royal et militaire de Saint-Louis. |
| 1817                                     | 1829                      | Daniel Chevalier                                        |                    | Architecte et Entrepreneur de travaux du Roi. |
| 1829                                     | 1834                      | Hippolyte de Moncuit de Boiscuillé                      |                    | |
| 1834                                     | 1843                      | Antoine Godet                                           |                    | Médecin. |
| 1843                                     | 1848                      | Georges Duhil                                           |                    | Tanneur. |
| 1848                                     | 1853                      | Toussaint Marie Erussard                                |                    | Laboureur et marchand. |
| 1854                                     | 1856                      | Julien Marie Thomas                                     |                    | Médecin. |
| 1856                                     | 1872                      | François Aubry                                          |                    | Notaire. |
| 1872                                     | 1875                      | Denis Després                                           |                    | Secrétaire de mairie. |
| 1875                                     | 1904                      | Francois Aubry                                          | Droite             | Notaire, conseiller général (1886 → 1895) |
| 1904                                     | août 1909 (démission)     | François Louis de Grimaudet de Rochebouët               | Conservateur       | Réélu en 1908. Habitait le château des Brieux qu'il fit construire en 1895. |
| Maire en 1912                            | janvier 1923 (décès)      | Emmanuel Pinson                                         | Libéral            | Notaire Conseiller d'arrondissement (1904 → 1919) |
| février 1923                             | mai 1925                  | Florian Carlo                                           | Libéral            | Médecin |
| mai 1925                                 | mai 1935                  | Albert Desbois                                          | RG                 | Conseiller général (1928 → 1940) Réélu en 1929, |
| mai 1935                                 | novembre 1944 (démission) | Olivier Pinson,                                         | UN                 | Fils d'Emmanuel Pinson, maire entre 1912 et 1923. Notaire Conseiller d'arrondissement (1937 → 1940). Son fils Yannick Pinson a évoqué quelques souvenirs de ses mandats de maire.                                                                      |
| décembre 1944                            | août 1954 (décès)         | Lucien Buis                                             | DVD                | Marchand boucher. |
| octobre 1954                             | mars 1971                 | Yves Kerhervé                                           | Rad.ind.           | Médecin, maire honoraire Ancien conseiller général (1945 → 1949) Réélu en 1959 et 1965 |
| mars 1971                                | février 1974 (décès)      | Olivier Pinson                                          | DVD                | Déjà maire entre 1935 et 1944. |
| ?                                        | ?                         | M. Pinson                                               |                    | |
| Les données manquantes sont à compléter. |                           |                                                         |                    | |
| mars 1977                                | juin 1995                 | Marie-Joseph Bissonnier                                 | DVD                | Chirurgien-dentiste, conseiller général (1979 → 2004) Président de la CC de Brocéliande (1993 → 2001) Président du conseil général d'Ille-et-Vilaine (2001 → 2004)                                                                                     |
| juin 1995                                | mars 2008                 | Joël Turquety                                           | DVG                | Agréé en architecture. Sa liste est battue aux élections municipales de 2008. |
| mars 2008                                | février 2016              | Laurent Peyrègne                                        | DVD                | Kinésithérapeute. Président de la CC de Brocéliande (2014-2016). Démissionne en février 2016 |
| avril 2016                               | En cours                  | Murielle Douté-Bouton                                   | DVG                | Ingénieure Vice-présidente de la CC de Brocéliande |
| Les données manquantes sont à compléter. |                           |                                                         |                    | |

## Démographie
L'évolution du nombre d'habitants est connue à travers les recensements de la population effectués dans la commune depuis 1793. Pour les communes de moins de 10 000 habitants, une enquête de recensement portant sur toute la population est réalisée tous les cinq ans, les populations de référence des années intermédiaires étant quant à elles estimées par interpolation ou extrapolation. Pour la commune, le premier recensement exhaustif entrant dans le cadre du nouveau dispositif a été réalisé en 2005.

En 2022, la commune comptait 4 063 habitants, en évolution de +4,39 % par rapport à 2016 (Ille-et-Vilaine : +5,46 %, France hors Mayotte : +2,11 %).
| 1793  | 1800  | 1806  | 1821  | 1831  | 1836  | 1841  | 1846  | 1851  |
| ----- | ----- | ----- | ----- | ----- | ----- | ----- | ----- | ----- |
| 3 056 | 2 917 | 3 004 | 3 333 | 3 305 | 3 255 | 3 283 | 3 413 | 3 555 |

| 1856  | 1861  | 1866  | 1872  | 1876  | 1881  | 1886  | 1891  | 1896  |
| ----- | ----- | ----- | ----- | ----- | ----- | ----- | ----- | ----- |
| 3 631 | 4 138 | 3 098 | 3 471 | 3 615 | 3 593 | 3 578 | 3 557 | 3 535 |

| 1901  | 1906  | 1911  | 1921  | 1926  | 1931  | 1936  | 1946  | 1954  |
| ----- | ----- | ----- | ----- | ----- | ----- | ----- | ----- | ----- |
| 3 565 | 3 534 | 3 534 | 3 076 | 2 972 | 2 935 | 2 915 | 2 941 | 2 608 |

| 1962  | 1968  | 1975  | 1982  | 1990  | 1999  | 2005  | 2006  | 2010  |
| ----- | ----- | ----- | ----- | ----- | ----- | ----- | ----- | ----- |
| 2 401 | 2 336 | 2 284 | 2 349 | 2 566 | 2 940 | 3 303 | 3 398 | 3 566 |

| 2015  | 2020  | 2022  | - | - | - | - | - | - |
| ----- | ----- | ----- | - | - | - | - | - | - |
| 3 852 | 4 030 | 4 063 | - | - | - | - | - | - |

## Économie
Plus de 80 commerçants ou artisans exercent sur la commune. Un marché se tient tous les dimanches matin.
Plélan dispose de deux équipements rares dans des communes de cette dimension : un vélodrome et un cinéma (Art et essais). Une médiathèque a été créée vers 2000. On trouve également un centre socio-culturel (35 associations), une maison de retraite, une école de musique intercommunale et une piscine municipale.
Une zone d'activités communautaire de 9 ha est en cours de commercialisation.
12 habitants sont les fondateurs de Brocéliande Énergies Locales, coopérative qui possède un parc de six éoliennes sur le territoire de la commune. Fonctionnant depuis 2008, elles couvrent tous les besoins en électricité de la commune et constituent pour les quelque 80 investisseurs un placement rentable et éthique,,.

## Lieux et monuments

### Monuments religieux

Villages de la commune de Plélan en 1823.

- Église Saint-Pierre, dédiée à saint Pierre, construite à partir de 1850 à la place d'une église du XIIIe siècle dont ne subsiste que la chapelle Sainte-Anne. Côté nord, une tour datant de 1620 joue le rôle de clocher.

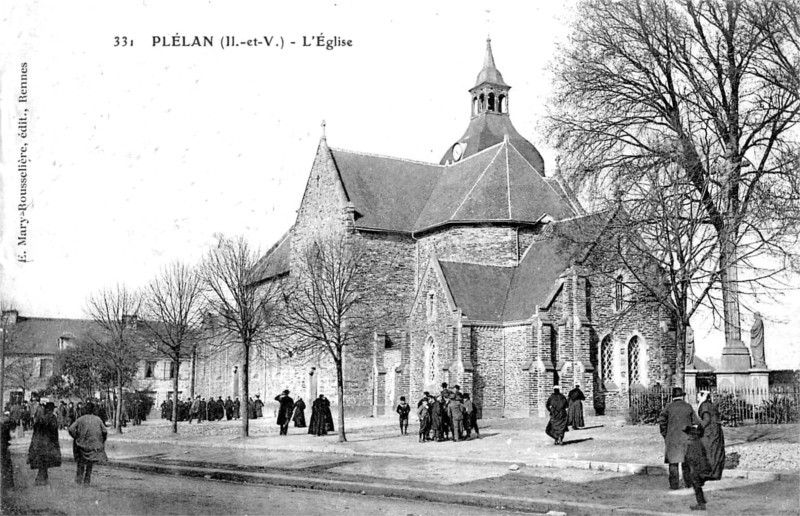
L'église paroissiale au début du XXe siècle (carte postale).
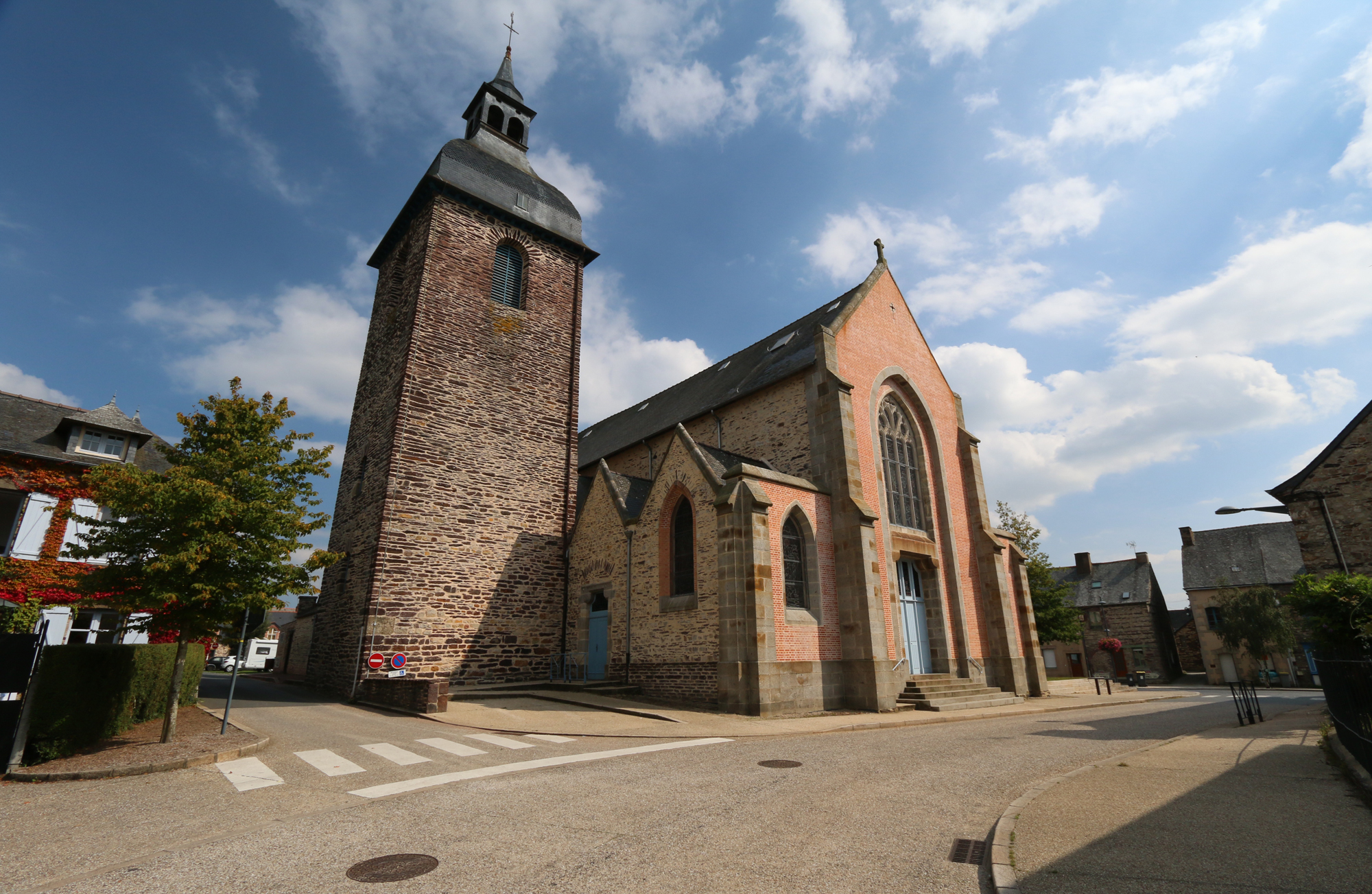
Façade de l'église Saint-Pierre.
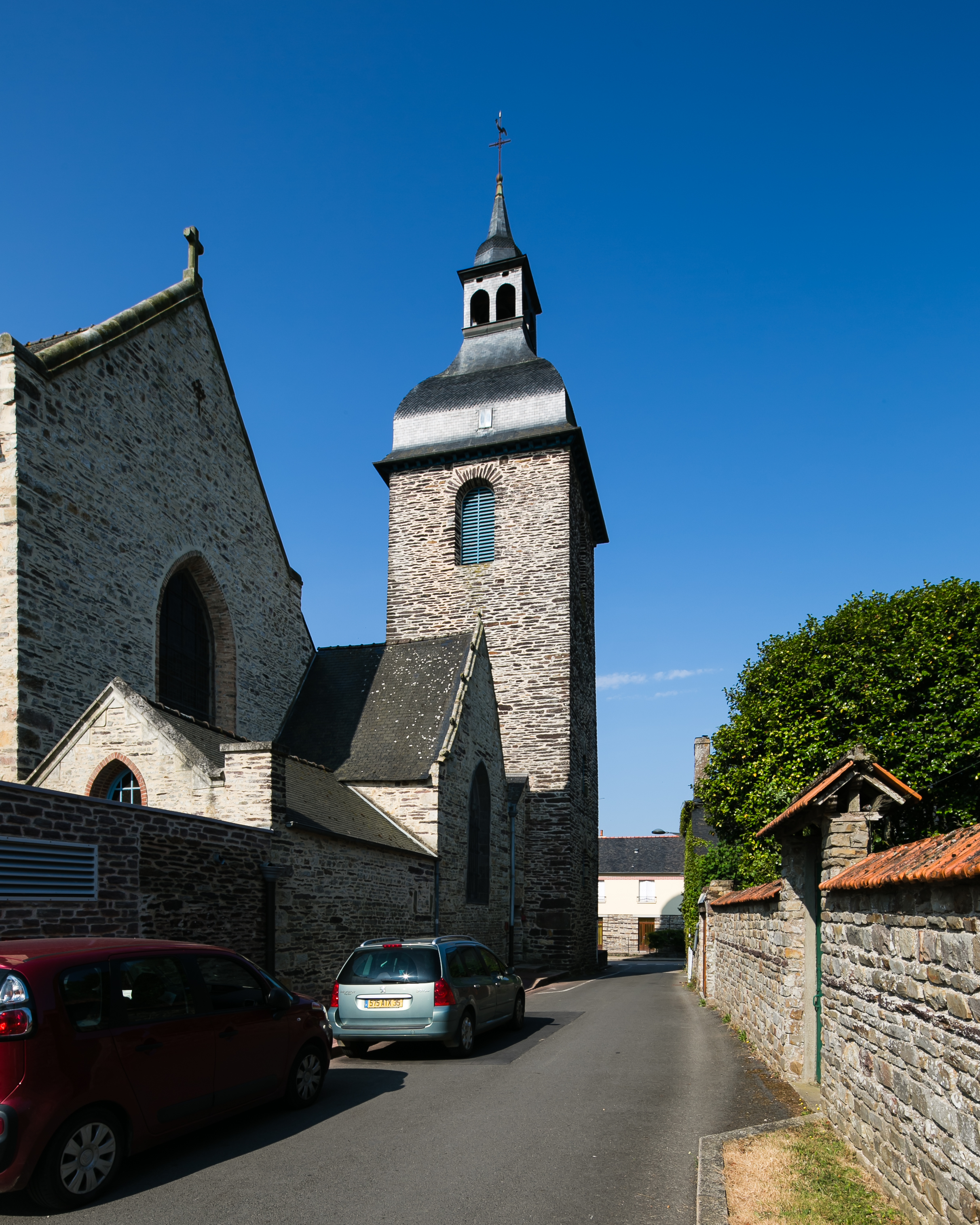
Tour de l'église.

- Fontaine de dévotion saint Fiacre (elle date de 1866)[92], patron des agriculteurs, au début de la route du Thélin, à côté d'une vieille croix, dite "Croix des Thélandais" portant une inscription, déchiffrée en 1843 par Alfred Ramé[93], disant entre autres « 1566 Thoumas Dannet » ; cette croix marquait sous l'Ancien Régime la limite entre le fief du Tellain et le fief du bourg de Plélan[94].
- Ancienne chapelle de la Ville Neuve (elle date de 1616 et a été transformée en bâtiment agricole[95].
- Chapelle Sainte-Anne (située aux Rosais et mentionnée dès 1705)[96].
- 22 Croix monumentales ont été recensées dans la commune[97] : par exemple celles du Thélo[98], du cimetière[99], la Cour[100], de la Roche Contente (elle date de la mission de 1873)[101], etc.. et calvaires (par exemple celui de la Place de l'Église, qui date du jubilé de 1865 et est dû au sculpteur Yves Hernot[102]).

### Châteaux et manoirs
- Château de Franquemont (ancien manoir de Trécouët ; le château actuel date du XVIIe siècle)[103] ;

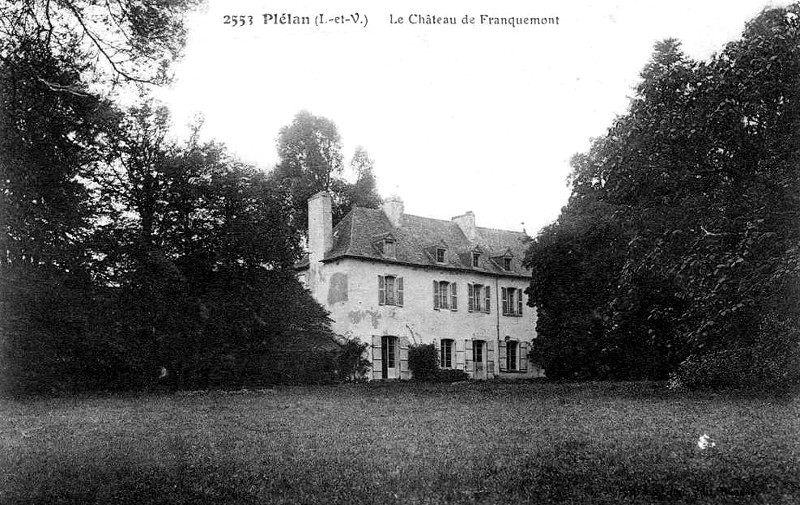
Le château de Franquemont au début du XXe siècle (carte postale).

- Manoir de la Chèze-Erbrée (4e quart du XVIIe siècle)[104].
- Manoir de Villeneuve (mentionné dès 1427 mais le logis actuel date du XVIIe siècle[105].
- Manoir des Brieux, construit en 1896 (un château avait existé à cet endroit au Moyen-Âge)[106].

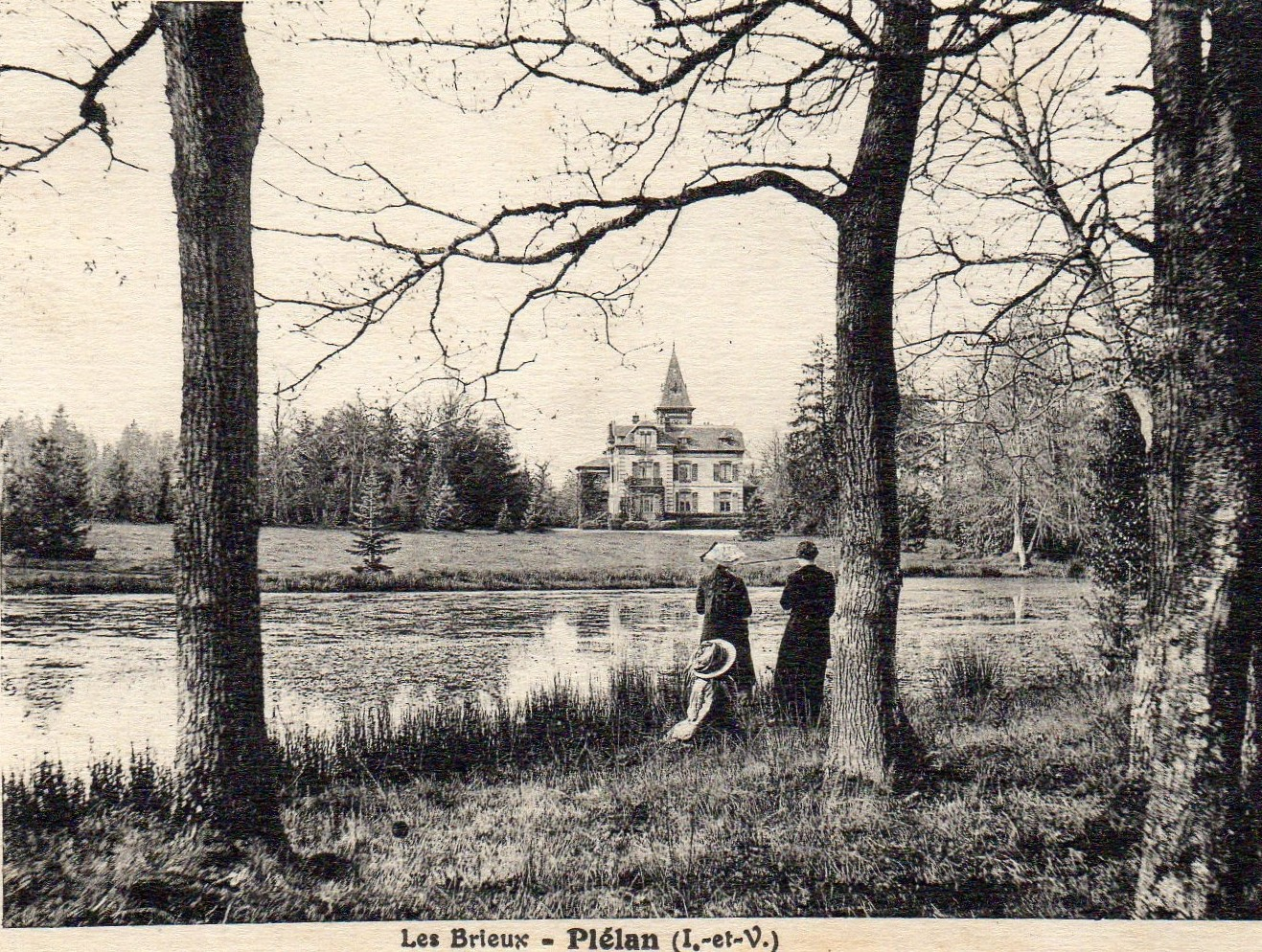
Plélan : le château des Brieux au début du XXe siècle.
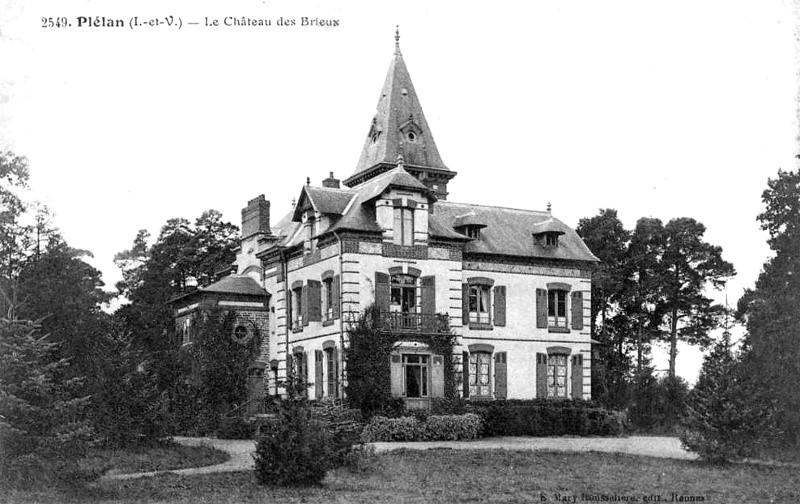
Plélan : le château des Brieux au début du XXe siècle.

- Manoir du Gué (date de la fin du XVIIe siècle, du XVIIIe siècle ou du XIXe siècle selon les bâtiments)[107].
- Manoir du Pont-Mussard (Muzard) ; il est cité depuis 1427 mais le manoir actuel date du XVIIe siècle[108].

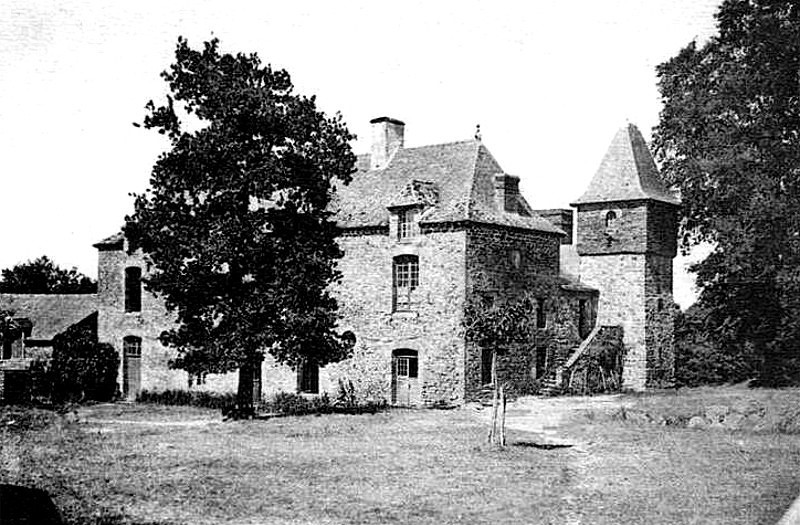
Le château de Pont-Muzard au début du XXe siècle.

- Manoir de la Touche-du-Bodo[109].
- Manoir de la Vieille Ville (peut-être une ancienne métairie restaurée en manoir)[110].

### Autres bâtiments et villages
- Les Forges de Paimpont dont une partie se trouve sur le territoire de Plélan (ancienne cantine des ouvriers devenu restaurant gastronomique, maison de l'Évêché, chêne d'Anatole Le Braz[111], etc..

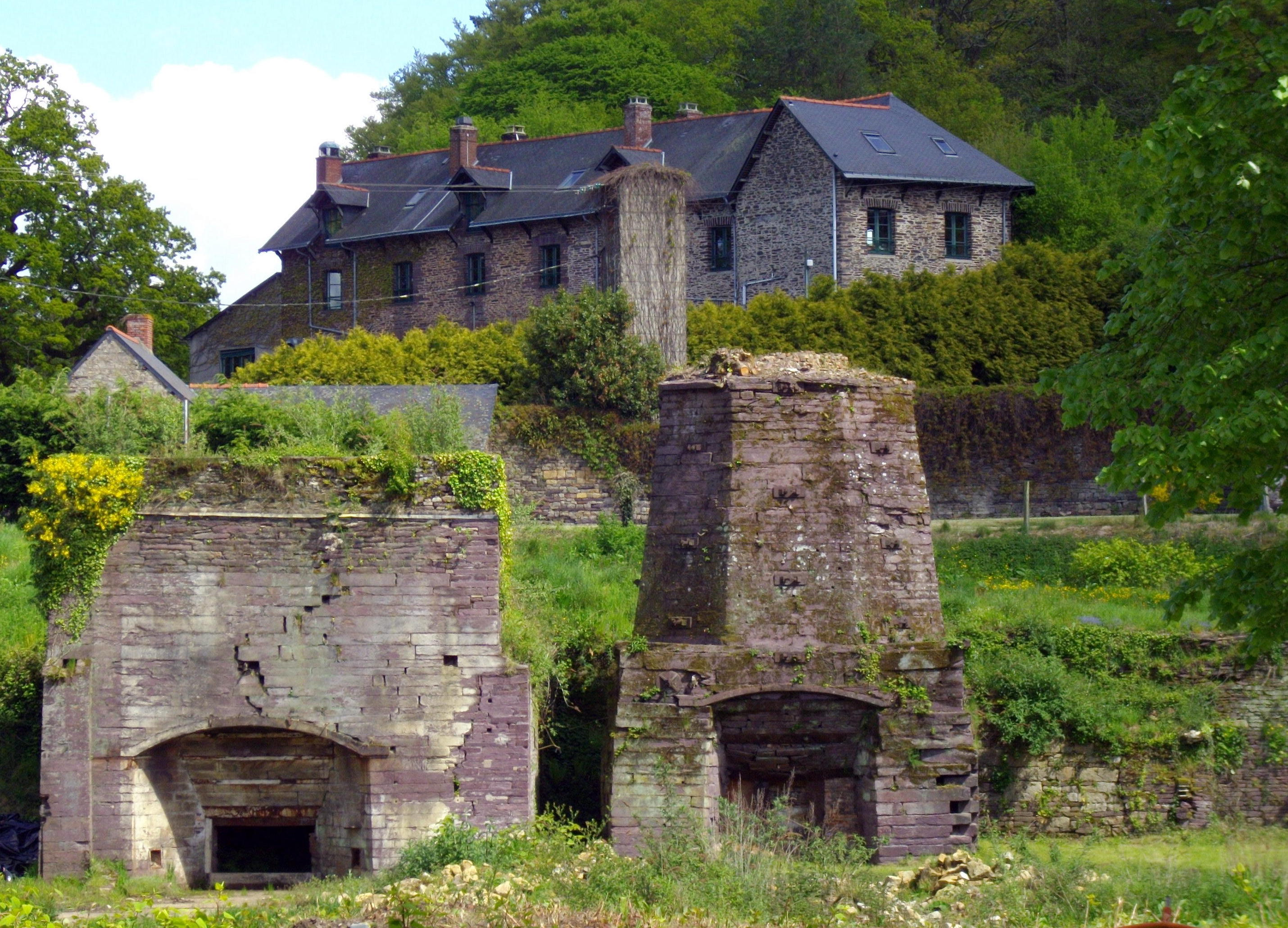
Hauts fourneaux des forges.

- Mairie, construite entre 1836 et 1842, initialement un bâtiment à usages multiples (halles-mairie-justice de paix), servant désormais uniquement de mairie[112].

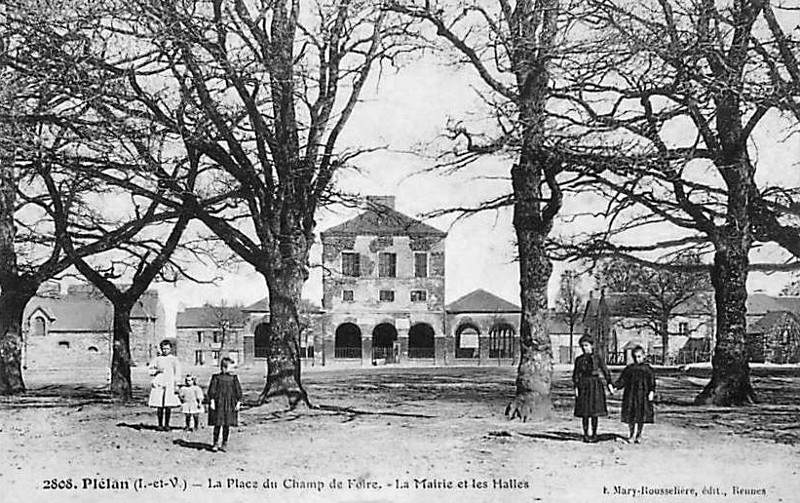
La mairie et les halles au début du XXe siècle (carte postale).

- Hôtellerie de la Fleur de Lys.
- Le village du Gué, ancien centre de la paroisse[113].

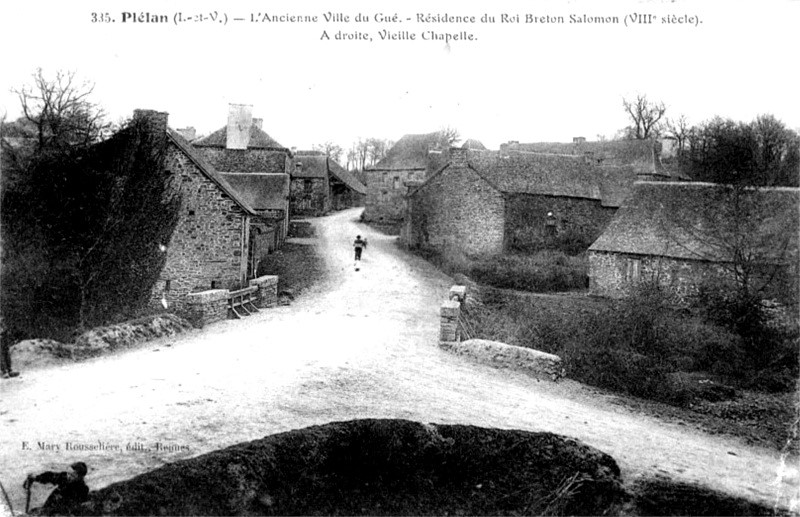
L'ancien village du Gué au début du XXe siècle (carte postale).
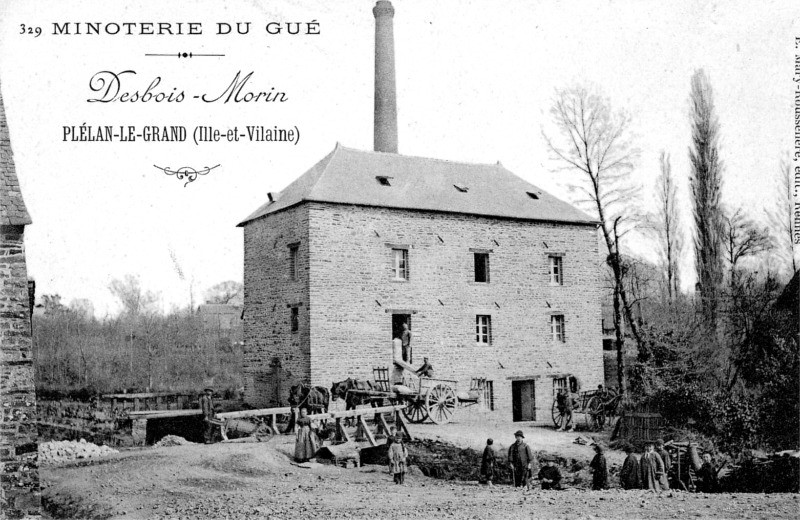
La minoterie du Gué au début du XXe siècle (carte postale).

- Le village de Thélin, ancien centre d'un fief sous l'Ancien Régime, puis d'une paroisse au XIXe siècle[114]. Le Thélin dispose de son propre cimetière[115], de son propre monument aux morts[116] et d'une "grotte de Lourdes" aménagée dans la première moitié du XXe siècle[117].
- De nombreuses maisons et fermes présentent un intérêt patrimonial. La plupart présentent de beaux appareillages à assises alternées de moellons de schiste pourpre et de grès rose, jaune ou gris, en raison de la présence de ces pierres dans le sous-sol local.
- Vélodrome Emmanuel Frin (construit en 1945)[118].

### Sites naturels
- Étang communal de Trégu à proximité de la Quatre voies ; étang de la Chèze un peu plus loin.
- Étang de Trécouët ; étang des Glyorels.
- Étang du Perray se déversant dans l'étang des Forges ; étang de 13 hectares mais de faible profondeur, sa rive Est a encore l'allure d'une plage (il s'y tenait une kermesse jusque vers 1965 ; la base d'un manège est encore visible près du déversoir).

## Personnalités liées à la commune
- Saint Conwoïon
- Georges-Théodore Nachbaur (1842-1921), architecte français, y est né.
- Auguste Courtault, surnommé "Docteur Vélo", né le 24 avril 1855 à Plélan, médecin à Ourouer (Cher), célèbre par ses déplacements en vélo, mort dans le naufrage du paquebot Émir le 10 août 1911[119].

### Archives
- Éric Joret, Répertoire des archives communales de Plélan-le-Grand, 1987. Quelques éléments...
  - Actes de baptême depuis août 1608, mariages et sépultures depuis 1661.
  - 4F 1 - Translation du marché du Gué au bourg de Plélan : circulaires, pétitions des habitants, etc. 1812-1830.
  - 4H 2 - Chouans : rapport sur leur intrusion aux forges de Paimpont, 13 germinal an IV.
- 1J 15 - Cochons errants : arrêté du maire, 1828 !
- 2M 2 - Installation de l'horloge : mémoire, correspondance, 1837-1838.